# Liste des monuments historiques protégés en 2006
Cet article recense les monuments historiques français classés ou inscrits en 2006.

## Protections
| Édifice                                                                                      | Commune                                       | Département             | Région                     | Protection | Base Mérimée                         | Coordonnées                         | Image                                                                                          |
| -------------------------------------------------------------------------------------------- | --------------------------------------------- | ----------------------- | -------------------------- | ---------- | ------------------------------------ | ----------------------------------- | ---------------------------------------------------------------------------------------------- |
| Château de Genoud                                                                            | Certines                                      | Ain                     | Auvergne-Rhône-Alpes       | inscrit    | « PA01000018 », notice no PA01000018 | 46° 07′ 33″ nord, 5° 16′ 03″ est    |                                                                                                |
| Château de la Bâtie                                                                          | Montceaux                                     | Ain                     | Auvergne-Rhône-Alpes       | inscrit    | « PA00116429 », notice no PA00116429 | 46° 05′ 44″ nord, 4° 49′ 29″ est    |                                                                                                |
| Château de la Tour (Ain)                                                                     | Neuville-sur-Ain                              | Ain                     | Auvergne-Rhône-Alpes       | inscrit    | « PA01000019 », notice no PA01000019 | 46° 04′ 33″ nord, 5° 22′ 27″ est    |                                                                                                |
| Château de Beaumont                                                                          | Saint-Étienne-sur-Chalaronne                  | Ain                     | Auvergne-Rhône-Alpes       | inscrit    | « PA01000020 », notice no PA01000020 | 46° 09′ 28″ nord, 4° 51′ 32″ est    |                                                                                                |
| Parlement de Dombes                                                                          | Trévoux                                       | Ain                     | Auvergne-Rhône-Alpes       | inscrit    | « PA01000017 », notice no PA01000017 | 45° 56′ 25″ nord, 4° 46′ 33″ est    |                                                                                                |
| Château de Mâchuraz                                                                          | Valromey-sur-Séran                            | Ain                     | Auvergne-Rhône-Alpes       | inscrit    | « PA01000021 », notice no PA01000021 | 45° 53′ 56″ nord, 5° 40′ 57″ est    |                                                                                                |
| Vendangeoirs Hédouville et Cuzey                                                             | Bourguignon-sous-Montbavin                    | Aisne                   | Hauts-de-France            | inscrit    | « PA02000001 », notice no PA02000001 | 49° 31′ 43″ nord, 3° 32′ 26″ est    |                                                                                                |
| Pâtisserie du marché couvert                                                                 | Chauny                                        | Aisne                   | Hauts-de-France            | inscrit    | « PA02000061 », notice no PA02000061 | 49° 36′ 43″ nord, 3° 13′ 11″ est    |                                                                                                |
| Château de Pernant                                                                           | Pernant                                       | Aisne                   | Hauts-de-France            | inscrit    | « PA00115867 », notice no PA00115867 | 49° 22′ 30″ nord, 3° 13′ 38″ est    |                                                                                                |
| Château de Septmonts                                                                         | Septmonts                                     | Aisne                   | Hauts-de-France            | classé     | « PA00115922 », notice no PA00115922 | 49° 20′ 06″ nord, 3° 21′ 36″ est    |                                                                                                |
| Château de Villeneuve-Saint-Germain                                                          | Villeneuve-Saint-Germain                      | Aisne                   | Hauts-de-France            | inscrit    | « PA02000060 », notice no PA02000060 | 49° 22′ 52″ nord, 3° 21′ 10″ est    |                                                                                                |
| Château de la Crête                                                                          | Audes                                         | Allier                  | Auvergne-Rhône-Alpes       | inscrit    | « PA03000029 », notice no PA03000029 | 46° 27′ 28″ nord, 2° 32′ 20″ est    |                                                                                                |
| Maladrerie Saint-Lazare                                                                      | Bourbon-l'Archambault                         | Allier                  | Auvergne-Rhône-Alpes       | inscrit    | « PA03000027 », notice no PA03000027 | 46° 34′ 45″ nord, 3° 04′ 15″ est    |                                                                                                |
| Château de Saint-Augustin                                                                    | Château-sur-Allier                            | Allier                  | Auvergne-Rhône-Alpes       | inscrit    | « PA00093049 », notice no PA00093049 | 46° 46′ 29″ nord, 2° 59′ 02″ est    |                                                                                                |
| Château de Contresol                                                                         | Donjon (Le)                                   | Allier                  | Auvergne-Rhône-Alpes       | classé     | « PA03000026 », notice no PA03000026 | 46° 21′ 31″ nord, 3° 49′ 32″ est    |                                                                                                |
| Hôpital de la Charité                                                                        | Lavault-Sainte-Anne                           | Allier                  | Auvergne-Rhône-Alpes       | inscrit    | « PA03000028 », notice no PA03000028 | 46° 18′ 56″ nord, 2° 35′ 30″ est    |                                                                                                |
| Maison Guy et Sablier                                                                        | Montluçon                                     | Allier                  | Auvergne-Rhône-Alpes       | inscrit    | « PA00093181 », notice no PA00093181 | 46° 20′ 28″ nord, 2° 36′ 10″ est    |                                                                                                |
| Église Saint-Pons                                                                            | Peyroules                                     | Alpes-de-Haute-Provence | Provence-Alpes-Côte d'Azur | inscrit    | « PA04000028 », notice no PA04000028 | 43° 48′ 55″ nord, 6° 38′ 34″ est    |                                                                                                |
| Villa Le Pas de Pique                                                                        | Le Tignet                                     | Alpes-Maritimes         | Provence-Alpes-Côte d'Azur | inscrit    | « PA06000027 », notice no PA06000027 | 43° 38′ 02″ nord, 6° 50′ 09″ est    |                                                                                                |
| Site archéologique d'Alba-la-Romaine                                                         | Alba-la-Romaine                               | Ardèche                 | Auvergne-Rhône-Alpes       | classé     | « PA00116620 », notice no PA00116620 | 44° 33′ 36″ nord, 4° 35′ 59″ est    |                                                                                                |
| Pile du bac à traille de Champagne                                                           | Champagne                                     | Ardèche                 | Auvergne-Rhône-Alpes       | inscrit    | « PA07000010 », notice no PA07000010 | 45° 16′ 09″ nord, 4° 48′ 31″ est    |                                                                                                |
| Oppidum de Jastres-Nord                                                                      | Lussas                                        | Ardèche                 | Auvergne-Rhône-Alpes       | classé     | « PA00116726 », notice no PA00116726 | 44° 36′ 40″ nord, 4° 25′ 56″ est    |                                                                                                |
| Château de Saint-Thomé                                                                       | Saint-Thomé                                   | Ardèche                 | Auvergne-Rhône-Alpes       | inscrit    | « PA07000011 », notice no PA07000011 | 44° 30′ 04″ nord, 4° 37′ 24″ est    |                                                                                                |
| Château de Landreville                                                                       | Bayonville                                    | Ardennes                | Grand Est                  | classé     | « PA08000010 », notice no PA08000010 | 49° 22′ 43″ nord, 5° 00′ 32″ est    |                                                                                                |
| Dépôt ferroviaire de Mohon                                                                   | Charleville-Mézières                          | Ardennes                | Grand Est                  | inscrit    | « PA00078462 », notice no PA00078462 | 49° 45′ 20″ nord, 4° 43′ 32″ est    |                                                                                                |
| Couvent des Récollets de Givet                                                               | Givet                                         | Ardennes                | Grand Est                  | inscrit    | « PA08000011 », notice no PA08000011 | 50° 08′ 11″ nord, 4° 49′ 19″ est    |                                                                                                |
| Site des Salenques                                                                           | Les Bordes-sur-Arize                          | Ariège                  | Occitanie                  | inscrit    | « PA09000017 », notice no PA09000017 | 43° 08′ 17″ nord, 1° 19′ 05″ est    |                                                                                                |
| Église Notre-Dame-de-l'Assomption                                                            | Laubressel                                    | Aube                    | Grand Est                  | inscrit    | « PA10000022 », notice no PA10000022 | 48° 17′ 54″ nord, 4° 12′ 50″ est    |                                                                                                |
| Église de la Nativité-de-la-Vierge                                                           | Nogent-en-Othe                                | Aube                    | Grand Est                  | inscrit    | « PA10000023 », notice no PA10000023 | 48° 08′ 34″ nord, 3° 48′ 23″ est    |                                                                                                |
| Carrières de marbre : carrière du Roi, carrière de marbre gris et carrière du roc de Buffens | Caunes-Minervois                              | Aude                    | Occitanie                  | inscrit    | « PA11000036 », notice no PA11000036 | 43° 20′ 13″ nord, 2° 32′ 23″ est    |                                                                                                |
| Église Saint-Jean-Baptiste                                                                   | Laure-Minervois                               | Aude                    | Occitanie                  | inscrit    | « PA11000033 », notice no PA11000033 | 43° 16′ 21″ nord, 2° 31′ 12″ est    |                                                                                                |
| Fort de Leucate                                                                              | Leucate                                       | Aude                    | Occitanie                  | inscrit    | « PA11000034 », notice no PA11000034 | 42° 54′ 28″ nord, 3° 01′ 32″ est    |                                                                                                |
| Château de Villarzel                                                                         | Villarzel-du-Razès                            | Aude                    | Occitanie                  | inscrit    | « PA11000035 », notice no PA11000035 | 43° 08′ 24″ nord, 2° 12′ 24″ est    |                                                                                                |
| Château                                                                                      | Kolbsheim                                     | Bas-Rhin                | Grand Est                  | inscrit    | « PA00084762 », notice no PA00084762 | 48° 33′ 38″ nord, 7° 35′ 02″ est    |                                                                                                |
| Ferme                                                                                        | Lampertheim                                   | Bas-Rhin                | Grand Est                  | inscrit    | « PA67000068 », notice no PA67000068 | 48° 39′ 04″ nord, 7° 41′ 58″ est    |                                                                                                |
| Église Saint-Étienne                                                                         | Seltz                                         | Bas-Rhin                | Grand Est                  | inscrit    | « PA67000069 », notice no PA67000069 | 48° 53′ 37″ nord, 8° 06′ 28″ est    |                                                                                                |
| Borne milliaire de la Calanque                                                               | Aureille                                      | Bouches-du-Rhône        | Provence-Alpes-Côte d'Azur | classé     | « PA00081433 », notice no PA00081433 | 43° 39′ 39″ nord, 4° 57′ 41″ est    |                                                                                                |
| Domaine de la Cavalière                                                                      | Marseille                                     | Bouches-du-Rhône        | Provence-Alpes-Côte d'Azur | inscrit    | « PA13000051 », notice no PA13000051 | 43° 18′ 08″ nord, 5° 26′ 07″ est    |                                                                                                |
| Château de Lagoy                                                                             | Saint-Rémy-de-Provence                        | Bouches-du-Rhône        | Provence-Alpes-Côte d'Azur | inscrit    | « PA00081442 », notice no PA00081442 | 43° 48′ 32″ nord, 4° 50′ 59″ est    |                                                                                                |
| Casernes Kilmaine                                                                            | Tarascon                                      | Bouches-du-Rhône        | Provence-Alpes-Côte d'Azur | classé     | « PA13000043 », notice no PA13000043 | 43° 48′ 08″ nord, 4° 39′ 44″ est    |                                                                                                |
| Chapelle du Bon Sauveur                                                                      | Caen                                          | Calvados                | Normandie                  | inscrit    | « PA14000064 », notice no PA14000064 | 49° 10′ 44″ nord, 0° 22′ 41″ ouest  |                                                                                                |
| Statue de du Guesclin                                                                        | Caen                                          | Calvados                | Normandie                  | inscrit    | « PA14000065 », notice no PA14000065 | 49° 11′ 02″ nord, 0° 22′ 12″ ouest  |                                                                                                |
| Statue de Louis XIV                                                                          | Caen                                          | Calvados                | Normandie                  | inscrit    | « PA14000066 », notice no PA14000066 | 49° 10′ 58″ nord, 0° 22′ 08″ ouest  |                                                                                                |
| Château de Colombières                                                                       | Colombières                                   | Calvados                | Normandie                  | inscrit    | « PA00111234 », notice no PA00111234 | 49° 18′ 11″ nord, 0° 58′ 32″ ouest  |                                                                                                |
| Statue de Guillaume le Conquérant                                                            | Falaise                                       | Calvados                | Normandie                  | inscrit    | « PA14000067 », notice no PA14000067 | 48° 53′ 39″ nord, 0° 12′ 06″ ouest  |                                                                                                |
| Monument commémoratif de la bataille de Formigny                                             | Formigny                                      | Calvados                | Normandie                  | inscrit    | « PA14000068 », notice no PA14000068 | 49° 19′ 57″ nord, 0° 54′ 00″ ouest  |                                                                                                |
| Villa le Manoir                                                                              | Grandcamp-Maisy                               | Calvados                | Normandie                  | inscrit    | « PA14000069 », notice no PA14000069 | 49° 23′ 20″ nord, 1° 02′ 12″ ouest  |                                                                                                |
| Vieux pont de Juvigny-sur-Seulles                                                            | Juvigny-sur-Seulles                           | Calvados                | Normandie                  | inscrit    | « PA14000070 », notice no PA14000070 | 49° 09′ 46″ nord, 0° 36′ 56″ ouest  |                                                                                                |
| Manoir des Demaines                                                                          | Lécaude                                       | Calvados                | Normandie                  | classé     | « PA00111468 », notice no PA00111468 | 49° 06′ 42″ nord, 0° 05′ 17″ est    |                                                                                                |
| Église Saint-Désir                                                                           | Lisieux                                       | Calvados                | Normandie                  | classé     | « PA14000060 », notice no PA14000060 | 49° 08′ 36″ nord, 0° 13′ 10″ est    |                                                                                                |
| Abbaye Sainte-Marie                                                                          | Longues-sur-Mer                               | Calvados                | Normandie                  | classé     | « PA00111502 », notice no PA00111502 | 49° 19′ 55″ nord, 0° 41′ 55″ ouest  |                                                                                                |
| Château de Louvagny                                                                          | Louvagny                                      | Calvados                | Normandie                  | inscrit    | « PA00111507 », notice no PA00111507 | 48° 56′ 56″ nord, 0° 02′ 57″ ouest  |                                                                                                |
| Église Notre-Dame-de-l'Assomption                                                            | Mathieu                                       | Calvados                | Normandie                  | inscrit    | « PA14000062 », notice no PA14000062 | 49° 15′ 15″ nord, 0° 22′ 10″ ouest  |                                                                                                |
| Château de Malou                                                                             | Norolles                                      | Calvados                | Normandie                  | inscrit    | « PA00111568 », notice no PA00111568 | 49° 12′ 08″ nord, 0° 14′ 20″ est    |                                                                                                |
| Église Saint-Charles                                                                         | Saint-Charles-de-Percy                        | Calvados                | Normandie                  | inscrit    | « PA00111660 », notice no PA00111660 | 48° 55′ 29″ nord, 0° 47′ 19″ ouest  |                                                                                                |
| Abbaye de Saint-Pierre-sur-Dives                                                             | Saint-Pierre-en-Auge (Saint-Pierre-sur-Dives) | Calvados                | Normandie                  | classé     | « PA00111713 », notice no PA00111713 | 49° 01′ 12″ nord, 0° 01′ 58″ ouest  |                                                                                                |
| Église Saint-Martin                                                                          | Villers-sur-Mer                               | Calvados                | Normandie                  | classé     | « PA14000063 », notice no PA14000063 | 49° 19′ 15″ nord, 0° 00′ 22″ ouest  |                                                                                                |
| Statue de Castel                                                                             | Vire                                          | Calvados                | Normandie                  | inscrit    | « PA14000072 », notice no PA14000072 | 48° 50′ 19″ nord, 0° 53′ 34″ ouest  |                                                                                                |
| Église du Sacré-Cœur                                                                         | Aurillac                                      | Cantal                  | Auvergne-Rhône-Alpes       | inscrit    | « PA15000030 », notice no PA15000030 | 44° 55′ 22″ nord, 2° 26′ 06″ est    |                                                                                                |
| Viaduc de la Sumène                                                                          | Bassignac                                     | Cantal                  | Auvergne-Rhône-Alpes       | inscrit    | « PA15000034 », notice no PA15000034 | 45° 17′ 51″ nord, 2° 23′ 23″ est    |                                                                                                |
| Chapelle Notre-Dame-de-Pitié                                                                 | Chaudes-Aigues                                | Cantal                  | Auvergne-Rhône-Alpes       | inscrit    | « PA15000032 », notice no PA15000032 | 44° 51′ 23″ nord, 3° 00′ 32″ est    |                                                                                                |
| Église Saint-Blaise-et-Saint-Martin                                                          | Chaudes-Aigues                                | Cantal                  | Auvergne-Rhône-Alpes       | inscrit    | « PA15000031 », notice no PA15000031 | 44° 51′ 18″ nord, 3° 00′ 11″ est    |                                                                                                |
| Château de la Cheyrelle                                                                      | Dienne                                        | Cantal                  | Auvergne-Rhône-Alpes       | classé     | « PA00132728 », notice no PA00132728 | 45° 09′ 12″ nord, 2° 47′ 48″ est    |                                                                                                |
| Viaduc du Mars                                                                               | Jaleyrac                                      | Cantal                  | Auvergne-Rhône-Alpes       | inscrit    | « PA15000035 », notice no PA15000035 | 45° 16′ 29″ nord, 2° 23′ 24″ est    |                                                                                                |
| Maison Saury                                                                                 | Lavigerie                                     | Cantal                  | Auvergne-Rhône-Alpes       | inscrit    | « PA15000033 », notice no PA15000033 | 45° 07′ 52″ nord, 2° 44′ 25″ est    |                                                                                                |
| Église Sainte-Foy                                                                            | Molompize                                     | Cantal                  | Auvergne-Rhône-Alpes       | inscrit    | « PA00093552 », notice no PA00093552 | 45° 13′ 52″ nord, 3° 07′ 41″ est    |                                                                                                |
| Maison natale de François Mitterrand                                                         | Jarnac                                        | Charente                | Nouvelle-Aquitaine         | inscrit    | « PA16000035 », notice no PA16000035 | 45° 40′ 53″ nord, 0° 10′ 47″ ouest  |                                                                                                |
| Château de Puyvidal                                                                          | Saint-Projet-Saint-Constant                   | Charente                | Nouvelle-Aquitaine         | inscrit    | « PA16000036 », notice no PA16000036 | 45° 43′ 25″ nord, 0° 20′ 28″ est    |                                                                                                |
| Logis du Portal                                                                              | Vars                                          | Charente                | Nouvelle-Aquitaine         | inscrit    | « PA16000034 », notice no PA16000034 | 45° 45′ 55″ nord, 0° 06′ 40″ est    |                                                                                                |
| Église Saint-Martin d'Aujac                                                                  | Aujac                                         | Charente-Maritime       | Nouvelle-Aquitaine         | inscrit    | « PA17000070 », notice no PA17000070 | 45° 50′ 40″ nord, 0° 23′ 47″ ouest  |                                                                                                |
| Église Saint-Étienne de Floirac                                                              | Floirac                                       | Charente-Maritime       | Nouvelle-Aquitaine         | inscrit    | « PA17000073 », notice no PA17000073 | 45° 28′ 40″ nord, 0° 44′ 57″ ouest  |                                                                                                |
| Éolienne du Clône                                                                            | Pons                                          | Charente-Maritime       | Nouvelle-Aquitaine         | classé     | « PA17000071 », notice no PA17000071 | 45° 34′ 24″ nord, 0° 34′ 57″ ouest  | catégorie commons                                                                              |
| Hôtel de préfecture de la Charente-Maritime                                                  | La Rochelle                                   | Charente-Maritime       | Nouvelle-Aquitaine         | inscrit    | « PA17000072 », notice no PA17000072 | 46° 09′ 27″ nord, 1° 09′ 26″ ouest  |                                                                                                |
| Maison des aïeules de Pierre Loti                                                            | Saint-Pierre-d'Oléron                         | Charente-Maritime       | Nouvelle-Aquitaine         | inscrit    | « PA17000074 », notice no PA17000074 | 45° 56′ 38″ nord, 1° 18′ 14″ ouest  |                                                                                                |
| Hôtel                                                                                        | Aubigny-sur-Nère                              | Cher                    | Centre-Val de Loire        | inscrit    | « PA18000034 », notice no PA18000034 | 47° 29′ 24″ nord, 2° 26′ 24″ est    |                                                                                                |
| Abbaye Saint-Sulpice                                                                         | Bourges                                       | Cher                    | Centre-Val de Loire        | inscrit    | « PA00096672 », notice no PA00096672 | 47° 05′ 10″ nord, 2° 23′ 07″ est    |                                                                                                |
| Hôtel de François Minard                                                                     | Bourges                                       | Cher                    | Centre-Val de Loire        | inscrit    | « PA18000035 », notice no PA18000035 | 47° 05′ 05″ nord, 2° 23′ 59″ est    |                                                                                                |
| Église Saint-Pierre de Concressault                                                          | Concressault                                  | Cher                    | Centre-Val de Loire        | inscrit    | « PA18000036 », notice no PA18000036 | 47° 29′ 23″ nord, 2° 34′ 37″ est    |                                                                                                |
| Château de la Périsse                                                                        | Dun-sur-Auron                                 | Cher                    | Centre-Val de Loire        | inscrit    | « PA00096787 », notice no PA00096787 | 46° 53′ 03″ nord, 2° 31′ 17″ est    |                                                                                                |
| Usine métallurgique du Fourneau                                                              | La Guerche-sur-l'Aubois                       | Cher                    | Centre-Val de Loire        | inscrit    | « PA18000037 », notice no PA18000037 | 46° 56′ 37″ nord, 2° 57′ 11″ est    |                                                                                                |
| Château de Turly                                                                             | Saint-Michel-de-Volangis                      | Cher                    | Centre-Val de Loire        | inscrit    | « PA18000038 », notice no PA18000038 | 47° 07′ 25″ nord, 2° 28′ 29″ est    |                                                                                                |
| Fort Brûlé                                                                                   | Asnières-lès-Dijon                            | Côte-d'Or               | Bourgogne-Franche-Comté    | inscrit    | « PA21000033 », notice no PA21000033 | 47° 23′ 41″ nord, 5° 03′ 05″ est    |                                                                                                |
| Château du Mesnil                                                                            | Brazey-en-Plaine                              | Côte-d'Or               | Bourgogne-Franche-Comté    | inscrit    | « PA21000045 », notice no PA21000045 | 47° 08′ 03″ nord, 5° 13′ 00″ est    |                                                                                                |
| Fort de la Motte-Giron                                                                       | Dijon                                         | Côte-d'Or               | Bourgogne-Franche-Comté    | inscrit    | « PA21000034 », notice no PA21000034 | 47° 18′ 54″ nord, 4° 59′ 09″ est    |                                                                                                |
| Château de Duesme                                                                            | Duesme                                        | Côte-d'Or               | Bourgogne-Franche-Comté    | inscrit    | « PA21000035 », notice no PA21000035 | 47° 38′ 32″ nord, 4° 41′ 06″ est    |                                                                                                |
| Fort de Beauregard                                                                           | Fénay                                         | Côte-d'Or               | Bourgogne-Franche-Comté    | inscrit    | « PA21000036 », notice no PA21000036 | 47° 16′ 05″ nord, 5° 02′ 37″ est    |                                                                                                |
| Réduit du Mont Afrique                                                                       | Flavignerot                                   | Côte-d'Or               | Bourgogne-Franche-Comté    | inscrit    | « PA21000037 », notice no PA21000037 | 47° 17′ 10″ nord, 4° 55′ 48″ est    |                                                                                                |
| Église Saint-Germain-d'Auxerre                                                               | Fontaines-en-Duesmois                         | Côte-d'Or               | Bourgogne-Franche-Comté    | inscrit    | « PA00112464 », notice no PA00112464 | 47° 38′ 57″ nord, 4° 32′ 43″ est    |                                                                                                |
| Fort d'Hauteville                                                                            | Hauteville-lès-Dijon                          | Côte-d'Or               | Bourgogne-Franche-Comté    | inscrit    | « PA21000038 », notice no PA21000038 | 47° 22′ 02″ nord, 4° 58′ 47″ est    |                                                                                                |
| Redoute                                                                                      | Saint-Apollinaire                             | Côte-d'Or               | Bourgogne-Franche-Comté    | inscrit    | « PA21000041 », notice no PA21000041 | 47° 20′ 12″ nord, 5° 04′ 27″ est    |                                                                                                |
| Tombe de Vix                                                                                 | Vix                                           | Côte-d'Or               | Bourgogne-Franche-Comté    | inscrit    | « PA21000043 », notice no PA21000043 | 47° 54′ 23″ nord, 4° 31′ 58″ est    |                                                                                                |
| Maison                                                                                       | Uzel                                          | Côtes-d'Armor           | Bretagne                   | inscrit    | « PA22000023 », notice no PA22000023 | 48° 16′ 47″ nord, 2° 50′ 26″ ouest  |                                                                                                |
| Houillères d'Ahun                                                                            | Lavaveix-les-Mines                            | Creuse                  | Nouvelle-Aquitaine         | inscrit    | « PA23000017 », notice no PA23000017 | 46° 04′ 12″ nord, 2° 05′ 23″ est    |                                                                                                |
| Maison seigneuriale de Pouzay                                                                | Béceleuf                                      | Deux-Sèvres             | Nouvelle-Aquitaine         | inscrit    | « PA79000030 », notice no PA79000030 | 46° 28′ 41″ nord, 0° 31′ 59″ ouest  |                                                                                                |
| Manoir de Saint-Jouin                                                                        | Mauléon                                       | Deux-Sèvres             | Nouvelle-Aquitaine         | inscrit    | « PA79000031 », notice no PA79000031 | 46° 55′ 41″ nord, 0° 45′ 27″ ouest  |                                                                                                |
| Hôtel des abbesses de Sainte-Croix                                                           | Vasles                                        | Deux-Sèvres             | Nouvelle-Aquitaine         | inscrit    | « PA79000032 », notice no PA79000032 | 46° 34′ 33″ nord, 0° 01′ 34″ ouest  |                                                                                                |
| Ancienne abbaye Notre-Dame                                                                   | Chancelade                                    | Dordogne                | Nouvelle-Aquitaine         | inscrit    | « PA00082470 », notice no PA00082470 | 45° 12′ 26″ nord, 0° 40′ 01″ est    |                                                                                                |
| Château de Pouthet                                                                           | Eymet                                         | Dordogne                | Nouvelle-Aquitaine         | inscrit    | « PA24000051 », notice no PA24000051 | 44° 40′ 49″ nord, 0° 24′ 47″ est    |                                                                                                |
| Grotte de Cournazac                                                                          | Les Eyzies-de-Tayac-Sireuil                   | Dordogne                | Nouvelle-Aquitaine         | inscrit    | « PA24000052 », notice no PA24000052 | 44° 55′ 42″ nord, 1° 02′ 05″ est    |                                                                                                |
| Château de Bellegarde                                                                        | Lamonzie-Montastruc                           | Dordogne                | Nouvelle-Aquitaine         | inscrit    | « PA24000053 », notice no PA24000053 | 44° 53′ 32″ nord, 0° 35′ 31″ est    |                                                                                                |
| Église Saint-Hilaire                                                                         | Limeyrat                                      | Dordogne                | Nouvelle-Aquitaine         | inscrit    | « PA00082616 », notice no PA00082616 | 45° 09′ 39″ nord, 0° 58′ 56″ est    |                                                                                                |
| Hôtel Brou de Laurière                                                                       | Périgueux                                     | Dordogne                | Nouvelle-Aquitaine         | inscrit    | « PA24000054 », notice no PA24000054 | 45° 11′ 16″ nord, 0° 43′ 17″ est    |                                                                                                |
| Château de Sineuil                                                                           | Saint-Cernin-de-l'Herm                        | Dordogne                | Nouvelle-Aquitaine         | inscrit    | « PA24000055 », notice no PA24000055 | 44° 39′ 45″ nord, 1° 02′ 14″ est    |                                                                                                |
| Maison d'époque romaine                                                                      | Besançon                                      | Doubs                   | Bourgogne-Franche-Comté    | classé     | « PA25000040 », notice no PA25000040 | 47° 13′ 58″ nord, 6° 01′ 32″ est    |                                                                                                |
| Basilique Saint-Ferjeux                                                                      | Besançon                                      | Doubs                   | Bourgogne-Franche-Comté    | inscrit    | « PA25000053 », notice no PA25000053 | 47° 13′ 57″ nord, 5° 59′ 21″ est    |                                                                                                |
| Église Notre-Dame de l'Assomption des Champs                                                 | Rancenay                                      | Doubs                   | Bourgogne-Franche-Comté    | inscrit    | « PA25000055 », notice no PA25000055 | 47° 11′ 08″ nord, 5° 57′ 13″ est    |                                                                                                |
| Église Saint-Thiébaud de Sainte-Anne                                                         | Sainte-Anne                                   | Doubs                   | Bourgogne-Franche-Comté    | inscrit    | « PA25000054 », notice no PA25000054 | 46° 57′ 04″ nord, 5° 59′ 24″ est    |                                                                                                |
| Domaine des Thévenins                                                                        | Bésayes                                       | Drôme                   | Auvergne-Rhône-Alpes       | inscrit    | « PA26000019 », notice no PA26000019 | 44° 58′ 18″ nord, 5° 03′ 16″ est    |                                                                                                |
| Tour-donjon de Clansayes                                                                     | Clansayes                                     | Drôme                   | Auvergne-Rhône-Alpes       | classé     | « PA00116916 », notice no PA00116916 | 44° 22′ 18″ nord, 4° 48′ 24″ est    |                                                                                                |
| Tour talutée de Clansayes                                                                    | Clansayes                                     | Drôme                   | Auvergne-Rhône-Alpes       | inscrit    | « PA26000018 », notice no PA26000018 | 44° 22′ 18″ nord, 4° 48′ 29″ est    |                                                                                                |
| Domaine de Sillery                                                                           | Épinay-sur-Orge                               | Essonne                 | Île-de-France              | inscrit    | « PA91000009 », notice no PA91000009 | 48° 40′ 57″ nord, 2° 19′ 42″ est    |                                                                                                |
| Église Saint-Pierre de Limours                                                               | Limours                                       | Essonne                 | Île-de-France              | inscrit    | « PA00087937 », notice no PA00087937 | 48° 38′ 45″ nord, 2° 04′ 40″ est    |                                                                                                |
| Château de Saint-Hilaire                                                                     | Bouquetot                                     | Eure                    | Normandie                  | inscrit    | « PA27000066 », notice no PA27000066 | 49° 21′ 13″ nord, 0° 45′ 47″ est    |                                                                                                |
| Grange de la Fortière                                                                        | Épreville-en-Lieuvin                          | Eure                    | Normandie                  | inscrit    | « PA27000068 », notice no PA27000068 | 49° 12′ 55″ nord, 0° 32′ 47″ est    |                                                                                                |
| Église Saint-Germain de Rugles                                                               | Rugles                                        | Eure                    | Normandie                  | inscrit    | « PA00099539 », notice no PA00099539 | 48° 49′ 21″ nord, 0° 42′ 32″ est    |                                                                                                |
| Château de Courtmoulin                                                                       | Sainte-Barbe-sur-Gaillon                      | Eure                    | Normandie                  | inscrit    | « PA27000067 », notice no PA27000067 | 49° 09′ 40″ nord, 1° 19′ 05″ est    |                                                                                                |
| Église Notre-Dame de Villevillon                                                             | Les Autels-Villevillon                        | Eure-et-Loir            | Centre-Val de Loire        | inscrit    | « PA28000021 », notice no PA28000021 | 48° 10′ 27″ nord, 0° 59′ 47″ est    |                                                                                                |
| Église Saint-Sébastien de Baignolet                                                          | Éole-en-Beauce                                | Eure-et-Loir            | Centre-Val de Loire        | inscrit    | « PA28000022 », notice no PA28000022 | 48° 10′ 19″ nord, 1° 37′ 17″ est    |                                                                                                |
| Château de Bouglainval                                                                       | Bouglainval                                   | Eure-et-Loir            | Centre-Val de Loire        | inscrit    | « PA28000023 », notice no PA28000023 | 48° 33′ 59″ nord, 1° 30′ 31″ est    |                                                                                                |
| Château de Vauventriers                                                                      | Champhol                                      | Eure-et-Loir            | Centre-Val de Loire        | inscrit    | « PA00096988 », notice no PA00096988 | 48° 27′ 58″ nord, 1° 31′ 03″ est    |                                                                                                |
| Maison du Perron ou « le Parloir aux Bourgeois »                                             | Chartres                                      | Eure-et-Loir            | Centre-Val de Loire        | inscrit    | « PA00097004 », notice no PA00097004 | 48° 26′ 46″ nord, 1° 29′ 21″ est    |                                                                                                |
| Boucherie Pinson                                                                             | Chartres                                      | Eure-et-Loir            | Centre-Val de Loire        | inscrit    | « PA28000024 », notice no PA28000024 | 48° 26′ 47″ nord, 1° 29′ 18″ est    |                                                                                                |
| Manoir du Laz                                                                                | Arzano                                        | Finistère               | Bretagne                   | inscrit    | « PA29000051 », notice no PA29000051 | 47° 54′ 30″ nord, 3° 27′ 03″ ouest  |                                                                                                |
| Maison Pénanault                                                                             | Morlaix                                       | Finistère               | Bretagne                   | inscrit    | « PA29000055 », notice no PA29000055 | 48° 34′ 52″ nord, 3° 49′ 50″ ouest  |                                                                                                |
| Ty Kodak                                                                                     | Quimper                                       | Finistère               | Bretagne                   | inscrit    | « PA29000053 », notice no PA29000053 | 47° 59′ 43″ nord, 4° 05′ 58″ ouest  |                                                                                                |
| Château de Penhoat                                                                           | Saint-Thégonnec                               | Finistère               | Bretagne                   | inscrit    | « PA29000054 », notice no PA29000054 | 48° 34′ 46″ nord, 3° 55′ 32″ ouest  |                                                                                                |
| Château de Castille                                                                          | Argilliers                                    | Gard                    | Occitanie                  | inscrit    | « PA00102961 », notice no PA00102961 | 43° 58′ 26″ nord, 4° 29′ 54″ est    |                                                                                                |
| Portail de l'ancien couvent des Cordeliers                                                   | Beaucaire                                     | Gard                    | Occitanie                  | classé     | « PA00102990 », notice no PA00102990 | 43° 48′ 23″ nord, 4° 38′ 44″ est    |                                                                                                |
| Église Saint-André de Bernis                                                                 | Bernis                                        | Gard                    | Occitanie                  | inscrit    | « PA00103025 », notice no PA00103025 | 43° 46′ 01″ nord, 4° 17′ 19″ est    |                                                                                                |
| Château de Blauzac                                                                           | Blauzac                                       | Gard                    | Occitanie                  | inscrit    | « PA30000061 », notice no PA30000061 | 43° 57′ 53″ nord, 4° 22′ 11″ est    |                                                                                                |
| Oppidum de Nages                                                                             | Saint-Dionisy                                 | Gard                    | Occitanie                  | classé     | « PA00103203 », notice no PA00103203 | 43° 47′ 59″ nord, 4° 13′ 34″ est    |                                                                                                |
| Château de Saint-Hippolyte-de-Caton                                                          | Saint-Hippolyte-de-Caton                      | Gard                    | Occitanie                  | inscrit    | « PA30000062 », notice no PA30000062 | 44° 04′ 13″ nord, 4° 12′ 12″ est    | Fichier:Saint-Hippolyte-de-Caton - Rue du Château - Fenêtre et œil-de-bœuf du château.jpg150px |
| Tannerie royale de Lectoure                                                                  | Lectoure                                      | Gers                    | Occitanie                  | inscrit    | « PA32000020 », notice no PA32000020 | 43° 55′ 55″ nord, 0° 37′ 28″ est    |                                                                                                |
| Château de Manlèche                                                                          | Pergain-Taillac                               | Gers                    | Occitanie                  | inscrit    | « PA32000021 », notice no PA32000021 | 44° 02′ 28″ nord, 0° 37′ 25″ est    |                                                                                                |
| Église Saint-Germain d'Arsac                                                                 | Arsac                                         | Gironde                 | Nouvelle-Aquitaine         | inscrit    | « PA00083113 », notice no PA00083113 | 44° 59′ 52″ nord, 0° 41′ 19″ ouest  |                                                                                                |
| Église Saint-Pierre d'Avensan                                                                | Avensan                                       | Gironde                 | Nouvelle-Aquitaine         | inscrit    | « PA00083119 », notice no PA00083119 | 45° 02′ 05″ nord, 0° 45′ 26″ ouest  |                                                                                                |
| Église Saint-Gervais-Saint-Protais de Langon                                                 | Langon                                        | Gironde                 | Nouvelle-Aquitaine         | inscrit    | « PA33000092 », notice no PA33000092 | 44° 33′ 24″ nord, 0° 14′ 54″ ouest  |                                                                                                |
| Château Chavat                                                                               | Podensac                                      | Gironde                 | Nouvelle-Aquitaine         | classé     | « PA33000088 », notice no PA33000088 | 44° 39′ 22″ nord, 0° 21′ 30″ ouest  |                                                                                                |
| Église Saint-Aubin de Saint-Aubin-de-Médoc                                                   | Saint-Aubin-de-Médoc                          | Gironde                 | Nouvelle-Aquitaine         | inscrit    | « PA00083714 », notice no PA00083714 | 44° 54′ 44″ nord, 0° 43′ 24″ ouest  |                                                                                                |
| Château Fombrauge                                                                            | Saint-Étienne-de-Lisse                        | Gironde                 | Nouvelle-Aquitaine         | inscrit    | « PA33000090 », notice no PA33000090 | 44° 52′ 58″ nord, 0° 06′ 33″ ouest  |                                                                                                |
| Château de La Roque                                                                          | Saint-Germain-de-la-Rivière                   | Gironde                 | Nouvelle-Aquitaine         | inscrit    | « PA33000093 », notice no PA33000093 | 44° 57′ 02″ nord, 0° 19′ 46″ ouest  |                                                                                                |
| Château de Beyzac                                                                            | Vertheuil                                     | Gironde                 | Nouvelle-Aquitaine         | inscrit    | « PA33000091 », notice no PA33000091 | 45° 15′ 50″ nord, 0° 48′ 46″ ouest  |                                                                                                |
| Habitation Mamiel                                                                            | Les Abymes                                    | Guadeloupe              | Guadeloupe                 | inscrit    | « PA97100019 », notice no PA97100019 | 16° 15′ 38″ nord, 61° 30′ 55″ ouest |                                                                                                |
| Cathédrale Notre-Dame-de-Guadeloupe                                                          | Basse-Terre                                   | Guadeloupe              | Guadeloupe                 | classé     | « PA00105849 », notice no PA00105849 | 15° 59′ 44″ nord, 61° 43′ 47″ ouest |                                                                                                |
| Église Notre-Dame-du-Mont-Carmel                                                             | Basse-Terre                                   | Guadeloupe              | Guadeloupe                 | inscrit    | « PA97100020 », notice no PA97100020 | 15° 59′ 25″ nord, 61° 43′ 29″ ouest |                                                                                                |
| Usine sucrière Darboussier                                                                   | Pointe-à-Pitre                                | Guadeloupe              | Guadeloupe                 | inscrit    | « PA97100021 », notice no PA97100021 | 16° 13′ 55″ nord, 61° 31′ 58″ ouest |                                                                                                |
| Maison des Gouverneurs (ancien hôtel de ville de Gustavia)                                   | Saint-Barthélemy                              | Guadeloupe              | Guadeloupe                 | inscrit    | « PA97100005 », notice no PA97100005 | 17° 53′ 54″ nord, 62° 50′ 58″ ouest |                                                                                                |
| Habitation l'Ermitage                                                                        | Trois-Rivières                                | Guadeloupe              | Guadeloupe                 | classé     | « PA97100016 », notice no PA97100016 | 15° 59′ 44″ nord, 61° 38′ 32″ ouest |                                                                                                |
| Église Saint-Joseph                                                                          | Vieux-Habitants                               | Guadeloupe              | Guadeloupe                 | inscrit    | « PA00105877 », notice no PA00105877 | 16° 03′ 37″ nord, 61° 45′ 54″ ouest |                                                                                                |
| Bâtiment annulaire                                                                           | Mulhouse                                      | Haut-Rhin               | Grand Est                  | inscrit    | « PA68000047 », notice no PA68000047 | 47° 44′ 39″ nord, 7° 20′ 26″ est    |                                                                                                |
| Chapelle Saint-Brice                                                                         | Oltingue                                      | Haut-Rhin               | Grand Est                  | inscrit    | « PA68000046 », notice no PA68000046 | 47° 29′ 59″ nord, 7° 25′ 43″ est    |                                                                                                |
| Villa Santa Maria                                                                            | Bagnères-de-Luchon                            | Haute-Garonne           | Occitanie                  | inscrit    | « PA31000077 », notice no PA31000077 | 42° 47′ 18″ nord, 0° 35′ 56″ est    |                                                                                                |
| Église Saint-Roch de Génos                                                                   | Génos                                         | Haute-Garonne           | Occitanie                  | inscrit    | « PA31000075 », notice no PA31000075 | 43° 00′ 00″ nord, 0° 40′ 24″ est    |                                                                                                |
| Halle de Revel                                                                               | Revel                                         | Haute-Garonne           | Occitanie                  | classé     | « PA00094435 », notice no PA00094435 | 43° 27′ 31″ nord, 2° 00′ 17″ est    |                                                                                                |
| Immeuble                                                                                     | Toulouse                                      | Haute-Garonne           | Occitanie                  | inscrit    | « PA31000076 », notice no PA31000076 | 43° 36′ 13″ nord, 1° 26′ 42″ est    |                                                                                                |
| Château de la Valette                                                                        | Chadron                                       | Haute-Loire             | Auvergne-Rhône-Alpes       | inscrit    | « PA43000049 », notice no PA43000049 | 44° 58′ 13″ nord, 3° 55′ 13″ est    |                                                                                                |
| Villa Richond                                                                                | Coubon                                        | Haute-Loire             | Auvergne-Rhône-Alpes       | inscrit    | « PA43000052 », notice no PA43000052 | 44° 59′ 54″ nord, 3° 54′ 21″ est    |                                                                                                |
| Fontaine Crozatier                                                                           | Le Puy-en-Velay                               | Haute-Loire             | Auvergne-Rhône-Alpes       | inscrit    | « PA43000050 », notice no PA43000050 | 45° 02′ 30″ nord, 3° 53′ 01″ est    |                                                                                                |
| Hôtel de Monteyremard                                                                        | Le Puy-en-Velay                               | Haute-Loire             | Auvergne-Rhône-Alpes       | inscrit    | « PA43000053 », notice no PA43000053 | 45° 02′ 42″ nord, 3° 52′ 58″ est    |                                                                                                |
| Villa Alirol                                                                                 | Vals-près-le-Puy                              | Haute-Loire             | Auvergne-Rhône-Alpes       | inscrit    | « PA43000054 », notice no PA43000054 | 45° 02′ 06″ nord, 3° 52′ 53″ est    |                                                                                                |
| Église Saint-Victor de Vernassal                                                             | Vernassal                                     | Haute-Loire             | Auvergne-Rhône-Alpes       | inscrit    | « PA43000051 », notice no PA43000051 | 45° 08′ 58″ nord, 3° 42′ 09″ est    |                                                                                                |
| Abbaye d'Auberive                                                                            | Auberive                                      | Haute-Marne             | Grand Est                  | classé     | « PA00078942 », notice no PA00078942 | 47° 47′ 19″ nord, 5° 03′ 39″ est    |                                                                                                |
| Parc de la maison de monsieur de Torcy                                                       | Éclaron-Braucourt-Sainte-Livière              | Haute-Marne             | Grand Est                  | inscrit    | « PA52000026 », notice no PA52000026 | 48° 35′ 17″ nord, 4° 52′ 06″ est    |                                                                                                |
| Croix de Cemboing                                                                            | Cemboing                                      | Haute-Saône             | Bourgogne-Franche-Comté    | classé     | « PA70000013 », notice no PA70000013 | 47° 50′ 31″ nord, 5° 51′ 19″ est    |                                                                                                |
| Église Saint-Léger de Fresne-Saint-Mamès                                                     | Fresne-Saint-Mamès                            | Haute-Saône             | Bourgogne-Franche-Comté    | inscrit    | « PA70000078 », notice no PA70000078 | 47° 32′ 42″ nord, 5° 51′ 44″ est    |                                                                                                |
| Maison du bailli                                                                             | Granges-le-Bourg                              | Haute-Saône             | Bourgogne-Franche-Comté    | inscrit    | « PA70000077 », notice no PA70000077 | 47° 33′ 53″ nord, 6° 35′ 04″ est    |                                                                                                |
| Église Saint-Léger de Neurey-en-Vaux                                                         | Neurey-en-Vaux                                | Haute-Saône             | Bourgogne-Franche-Comté    | inscrit    | « PA70000080 », notice no PA70000080 | 47° 44′ 45″ nord, 6° 12′ 16″ est    |                                                                                                |
| Château d'Héré                                                                               | Duingt                                        | Haute-Savoie            | Auvergne-Rhône-Alpes       | inscrit    | « PA00118390 », notice no PA00118390 | 45° 49′ 26″ nord, 6° 12′ 52″ est    |                                                                                                |
| Église Saint-Nicolas-de-Véroce de Saint-Gervais-les-Bains                                    | Saint-Gervais-les-Bains                       | Haute-Savoie            | Auvergne-Rhône-Alpes       | classé     | « PA00118435 », notice no PA00118435 | 45° 51′ 18″ nord, 6° 43′ 23″ est    |                                                                                                |
| Église de la Sainte-Trinité de Capvern-les-Bains                                             | Capvern                                       | Hautes-Pyrénées         | Occitanie                  | inscrit    | « PA65000010 », notice no PA65000010 | 43° 07′ 16″ nord, 0° 18′ 28″ est    |                                                                                                |
| Château d'Odos                                                                               | Odos                                          | Hautes-Pyrénées         | Occitanie                  | inscrit    | « PA65000011 », notice no PA65000011 | 43° 11′ 48″ nord, 0° 03′ 29″ est    |                                                                                                |
| Maison de Richelieu                                                                          | Bagneux                                       | Hauts-de-Seine          | Île-de-France              | inscrit    | « PA00088068 », notice no PA00088068 | 48° 47′ 46″ nord, 2° 18′ 17″ est    |                                                                                                |
| Chapelle funéraire de Jules Hunebelle                                                        | Clamart                                       | Hauts-de-Seine          | Île-de-France              | inscrit    | « PA92000016 », notice no PA92000016 | 48° 47′ 35″ nord, 2° 16′ 10″ est    |                                                                                                |
| Église Saint-Jacques-le-Majeur                                                               | Montrouge                                     | Hauts-de-Seine          | Île-de-France              | inscrit    | « PA92000015 », notice no PA92000015 | 48° 49′ 05″ nord, 2° 19′ 13″ est    |                                                                                                |
| Jardin Stern                                                                                 | Saint-Cloud                                   | Hauts-de-Seine          | Île-de-France              | inscrit    | « PA92000017 », notice no PA92000017 | 48° 50′ 38″ nord, 2° 12′ 59″ est    |                                                                                                |
| Enceinte de Boisseron                                                                        | Boisseron                                     | Hérault                 | Occitanie                  | inscrit    | « PA00135389 », notice no PA00135389 | 43° 45′ 39″ nord, 4° 04′ 57″ est    |                                                                                                |
| Château de Caunelles                                                                         | Juvignac                                      | Hérault                 | Occitanie                  | inscrit    | « PA34000055 », notice no PA34000055 | 43° 36′ 50″ nord, 3° 48′ 38″ est    |                                                                                                |
| Église Saint-Étienne de La Livinière                                                         | La Livinière                                  | Hérault                 | Occitanie                  | inscrit    | « PA34000056 », notice no PA34000056 | 43° 24′ 59″ nord, 2° 38′ 07″ est    |                                                                                                |
| Basilique Notre-Dame du Spasme à La Livinière                                                | La Livinière                                  | Hérault                 | Occitanie                  | inscrit    | « PA34000057 », notice no PA34000057 | 43° 18′ 42″ nord, 2° 38′ 24″ est    |                                                                                                |
| Maison de la Miséricorde                                                                     | Montpellier                                   | Hérault                 | Occitanie                  | classé     | « PA34000040 », notice no PA34000040 | 43° 36′ 39″ nord, 3° 52′ 45″ est    |                                                                                                |
| Mas de Bagnères                                                                              | Montpellier                                   | Hérault                 | Occitanie                  | inscrit    | « PA34000058 », notice no PA34000058 | 43° 35′ 14″ nord, 3° 51′ 22″ est    |                                                                                                |
| Église Saint-Jean de Murviel-lès-Béziers                                                     | Murviel-lès-Béziers                           | Hérault                 | Occitanie                  | inscrit    | « PA34000059 », notice no PA34000059 | 43° 26′ 24″ nord, 3° 08′ 38″ est    |                                                                                                |
| Hôtel Mazel                                                                                  | Pézenas                                       | Hérault                 | Occitanie                  | inscrit    | « PA34000061 », notice no PA34000061 | 43° 27′ 40″ nord, 3° 25′ 15″ est    |                                                                                                |
| Château Montlaur                                                                             | Poussan                                       | Hérault                 | Occitanie                  | inscrit    | « PA34000060 », notice no PA34000060 | 43° 29′ 20″ nord, 3° 40′ 16″ est    |                                                                                                |
| Église Saint-Marse                                                                           | Bais                                          | Ille-et-Vilaine         | Bretagne                   | inscrit    | « PA00090501 », notice no PA00090501 | 48° 00′ 36″ nord, 1° 17′ 23″ ouest  |                                                                                                |
| Manoir de la Belle-Noë                                                                       | Dol-de-Bretagne                               | Ille-et-Vilaine         | Bretagne                   | inscrit    | « PA35000028 », notice no PA35000028 | 48° 31′ 48″ nord, 1° 42′ 51″ ouest  |                                                                                                |
| Château de la Motte d'Anjoin                                                                 | Anjouin                                       | Indre                   | Centre-Val de Loire        | inscrit    | « PA36000017 », notice no PA36000017 | 47° 11′ 21″ nord, 1° 47′ 59″ est    |                                                                                                |
| Hôtel de Crémille                                                                            | Châtillon-sur-Indre                           | Indre                   | Centre-Val de Loire        | inscrit    | « PA36000018 », notice no PA36000018 | 46° 59′ 14″ nord, 1° 10′ 28″ est    |                                                                                                |
| Prieuré Saint-Vincent                                                                        | Dun-le-Poëlier                                | Indre                   | Centre-Val de Loire        | inscrit    | « PA00097341 », notice no PA00097341 | 47° 12′ 14″ nord, 1° 45′ 11″ est    |                                                                                                |
| Église Saint-Sulpice de Palluau-sur-Indre                                                    | Palluau-sur-Indre                             | Indre                   | Centre-Val de Loire        | classé     | « PA00097421 », notice no PA00097421 | 46° 56′ 39″ nord, 1° 18′ 43″ est    |                                                                                                |
| Maison des Girards                                                                           | Saint-Aubin                                   | Indre                   | Centre-Val de Loire        | inscrit    | « PA36000019 », notice no PA36000019 | 46° 51′ 41″ nord, 2° 01′ 40″ est    |                                                                                                |
| Église Saint-Crépin-et-Saint-Crépinien d'Azay-sur-Indre                                      | Azay-sur-Indre                                | Indre-et-Loire          | Centre-Val de Loire        | inscrit    | « PA37000023 », notice no PA37000023 | 47° 12′ 31″ nord, 0° 56′ 47″ est    |                                                                                                |
| Château de Châtigny                                                                          | Fondettes                                     | Indre-et-Loire          | Centre-Val de Loire        | inscrit    | « PA37000022 », notice no PA37000022 | 47° 23′ 25″ nord, 0° 35′ 22″ est    |                                                                                                |
| Église Saint-Antoine                                                                         | Loches                                        | Indre-et-Loire          | Centre-Val de Loire        | inscrit    | « PA37000025 », notice no PA37000025 | 47° 07′ 42″ nord, 0° 59′ 45″ est    |                                                                                                |
| Abbaye de la Clarté-Dieu (Saint-Paterne)                                                     | Saint-Paterne-Racan                           | Indre-et-Loire          | Centre-Val de Loire        | inscrit    | « PA00098094 », notice no PA00098094 | 47° 36′ 06″ nord, 0° 27′ 23″ est    |                                                                                                |
| Château des Rollands de Haute-Jarrie                                                         | Jarrie                                        | Isère                   | Auvergne-Rhône-Alpes       | inscrit    | « PA38000024 », notice no PA38000024 | 45° 06′ 52″ nord, 5° 45′ 53″ est    |                                                                                                |
| Demeure Delort                                                                               | Arbois                                        | Jura                    | Bourgogne-Franche-Comté    | inscrit    | « PA39000069 », notice no PA39000069 | 46° 54′ 27″ nord, 5° 46′ 39″ est    |                                                                                                |
| Fontaine-lavoir de Cernans                                                                   | Cernans                                       | Jura                    | Bourgogne-Franche-Comté    | inscrit    | « PA39000066 », notice no PA39000066 | 46° 55′ 57″ nord, 5° 55′ 52″ est    |                                                                                                |
| Demeure Lebrun                                                                               | Chilly-le-Vignoble                            | Jura                    | Bourgogne-Franche-Comté    | inscrit    | « PA39000068 », notice no PA39000068 | 46° 39′ 35″ nord, 5° 30′ 08″ est    |                                                                                                |
| Demeure Caron                                                                                | Dampierre                                     | Jura                    | Bourgogne-Franche-Comté    | inscrit    | « PA39000067 », notice no PA39000067 | 47° 09′ 22″ nord, 5° 44′ 42″ est    |                                                                                                |
| Église Saint-Jean-l'Évangéliste                                                              | Dole                                          | Jura                    | Bourgogne-Franche-Comté    | inscrit    | « PA39000073 », notice no PA39000073 | 47° 05′ 13″ nord, 5° 28′ 58″ est    |                                                                                                |
| Château de Persanges                                                                         | L'Étoile                                      | Jura                    | Bourgogne-Franche-Comté    | inscrit    | « PA39000070 », notice no PA39000070 | 46° 42′ 43″ nord, 5° 31′ 26″ est    |                                                                                                |
| Monastère Sainte-Claire de Poligny                                                           | Poligny                                       | Jura                    | Bourgogne-Franche-Comté    | inscrit    | « PA39000071 », notice no PA39000071 | 46° 50′ 13″ nord, 5° 42′ 40″ est    |                                                                                                |
| Église Saint-Aignan de Ruffey-sur-Seille                                                     | Ruffey-sur-Seille                             | Jura                    | Bourgogne-Franche-Comté    | inscrit    | « PA00102009 », notice no PA00102009 | 46° 44′ 42″ nord, 5° 29′ 33″ est    |                                                                                                |
| Croix de Vernantois                                                                          | Vernantois                                    | Jura                    | Bourgogne-Franche-Comté    | inscrit    | « PA39000072 », notice no PA39000072 | 46° 37′ 35″ nord, 5° 34′ 36″ est    |                                                                                                |
| Alambic d'Ognoas                                                                             | Arthez-d'Armagnac                             | Landes                  | Nouvelle-Aquitaine         | inscrit    | « PA40000060 », notice no PA40000060 | 43° 54′ 08″ nord, 0° 16′ 13″ ouest  |                                                                                                |
| Anciennes forges de Brocas                                                                   | Brocas                                        | Landes                  | Nouvelle-Aquitaine         | inscrit    | « PA40000061 », notice no PA40000061 | 44° 02′ 33″ nord, 0° 32′ 26″ ouest  |                                                                                                |
| Abbaye et château de l'Étoile                                                                | Authon                                        | Loir-et-Cher            | Centre-Val de Loire        | inscrit    | « PA00098326 », notice no PA00098326 | 47° 37′ 26″ nord, 0° 53′ 17″ est    |                                                                                                |
| Pont Saint-Michel sur le Cosson et Ponts Chartrains                                          | Blois                                         | Loir-et-Cher            | Centre-Val de Loire        | inscrit    | « PA41000037 », notice no PA41000037 | 47° 34′ 05″ nord, 1° 20′ 33″ est    |                                                                                                |
| Prieuré de Montrion                                                                          | Cellettes                                     | Loir-et-Cher            | Centre-Val de Loire        | inscrit    | « PA41000032 », notice no PA41000032 | 47° 32′ 04″ nord, 1° 23′ 57″ est    |                                                                                                |
| Clinique psychiatrique de la Chesnaie                                                        | Chailles                                      | Loir-et-Cher            | Centre-Val de Loire        | inscrit    | « PA41000033 », notice no PA41000033 | 47° 31′ 24″ nord, 1° 19′ 25″ est    |                                                                                                |
| Château du Plessis-Villelouet                                                                | Chailles                                      | Loir-et-Cher            | Centre-Val de Loire        | inscrit    | « PA41000042 », notice no PA41000042 | 47° 31′ 47″ nord, 1° 18′ 01″ est    |                                                                                                |
| Chapelle du prieuré de Belvau                                                                | Faverolles-sur-Cher                           | Loir-et-Cher            | Centre-Val de Loire        | inscrit    | « PA41000036 », notice no PA41000036 | 47° 18′ 09″ nord, 1° 11′ 27″ est    |                                                                                                |
| Maison Perrault                                                                              | Lavardin                                      | Loir-et-Cher            | Centre-Val de Loire        | inscrit    | « PA41000038 », notice no PA41000038 | 47° 44′ 32″ nord, 0° 53′ 14″ est    |                                                                                                |
| Couvent Notre-Dame des Anges                                                                 | Saint-Aignan                                  | Loir-et-Cher            | Centre-Val de Loire        | inscrit    | « PA41000034 », notice no PA41000034 | 47° 15′ 59″ nord, 1° 22′ 30″ est    |                                                                                                |
| Église Saint-Viâtre de Saint-Viâtre                                                          | Saint-Viâtre                                  | Loir-et-Cher            | Centre-Val de Loire        | inscrit    | « PA41000040 », notice no PA41000040 | 47° 31′ 21″ nord, 1° 56′ 01″ est    |                                                                                                |
| Château de Rivaulde                                                                          | Salbris                                       | Loir-et-Cher            | Centre-Val de Loire        | inscrit    | « PA41000035 », notice no PA41000035 | 47° 26′ 17″ nord, 2° 04′ 20″ est    |                                                                                                |
| Manufacture d'armes                                                                          | Saint-Étienne                                 | Loire                   | Auvergne-Rhône-Alpes       | inscrit    | « PA42000025 », notice no PA42000025 | 45° 27′ 01″ nord, 4° 23′ 05″ est    |                                                                                                |
| Église Notre-Dame                                                                            | Clisson                                       | Loire-Atlantique        | Pays de la Loire           | inscrit    | « PA44000036 », notice no PA44000036 | 47° 05′ 15″ nord, 1° 16′ 52″ ouest  |                                                                                                |
| Église Saint-Louis                                                                           | Paimbœuf                                      | Loire-Atlantique        | Pays de la Loire           | inscrit    | « PA44000037 », notice no PA44000037 | 47° 17′ 14″ nord, 2° 02′ 07″ ouest  |                                                                                                |
| Cartes du Diable                                                                             | Piriac-sur-Mer                                | Loire-Atlantique        | Pays de la Loire           | inscrit    | « PA44000035 », notice no PA44000035 | 47° 22′ 01″ nord, 2° 31′ 20″ ouest  |                                                                                                |
| Tumulus des Mousseaux                                                                        | Pornic                                        | Loire-Atlantique        | Pays de la Loire           | classé     | « PA00108776 », notice no PA00108776 | 47° 06′ 56″ nord, 2° 06′ 54″ ouest  |                                                                                                |
| Maison des Templiers                                                                         | Beaugency                                     | Loiret                  | Centre-Val de Loire        | inscrit    | « PA00098698 », notice no PA00098698 | 47° 46′ 39″ nord, 1° 37′ 55″ est    |                                                                                                |
| Abbaye Notre-Dame de Beaugency                                                               | Beaugency                                     | Loiret                  | Centre-Val de Loire        | inscrit    | « PA45000029 », notice no PA45000029 | 47° 46′ 38″ nord, 1° 38′ 04″ est    |                                                                                                |
| Église Saint-Martin de Mardié                                                                | Mardié                                        | Loiret                  | Centre-Val de Loire        | inscrit    | « PA00098814 », notice no PA00098814 | 47° 53′ 10″ nord, 2° 03′ 23″ est    |                                                                                                |
| Château des Essarts                                                                          | Marsainvilliers                               | Loiret                  | Centre-Val de Loire        | inscrit    | « PA45000031 », notice no PA45000031 | 48° 12′ 08″ nord, 2° 17′ 25″ est    |                                                                                                |
| Maison                                                                                       | Meung-sur-Loire                               | Loiret                  | Centre-Val de Loire        | inscrit    | « PA45000027 », notice no PA45000027 | 47° 49′ 34″ nord, 1° 41′ 51″ est    |                                                                                                |
| Parc floral de la Source                                                                     | Orléans                                       | Loiret                  | Centre-Val de Loire        | inscrit    | « PA45000028 », notice no PA45000028 | 47° 51′ 03″ nord, 1° 56′ 01″ est    |                                                                                                |
| Maison du Saussay                                                                            | Saint-Pryvé-Saint-Mesmin                      | Loiret                  | Centre-Val de Loire        | inscrit    | « PA45000030 », notice no PA45000030 | 47° 53′ 15″ nord, 1° 52′ 48″ est    |                                                                                                |
| Château de Beauville                                                                         | Beauville                                     | Lot-et-Garonne          | Nouvelle-Aquitaine         | inscrit    | « PA00084075 », notice no PA00084075 | 44° 16′ 45″ nord, 0° 52′ 42″ est    |                                                                                                |
| Église Saint-Barthélemy de Laplume                                                           | Laplume                                       | Lot-et-Garonne          | Nouvelle-Aquitaine         | classé     | « PA00084149 », notice no PA00084149 | 44° 06′ 37″ nord, 0° 31′ 53″ est    |                                                                                                |
| Église Saint-Pierre de Laussou                                                               | Laussou                                       | Lot-et-Garonne          | Nouvelle-Aquitaine         | classé     | « PA00132751 », notice no PA00132751 | 44° 34′ 59″ nord, 0° 48′ 27″ est    |                                                                                                |
| Établissement templier de Puy Fort Éguille                                                   | Nérac                                         | Lot-et-Garonne          | Nouvelle-Aquitaine         | inscrit    | « PA47000068 », notice no PA47000068 | 44° 06′ 30″ nord, 0° 22′ 51″ est    |                                                                                                |
| Église Saint-Jean-Baptiste de Savignac-sur-Leyze                                             | Savignac-sur-Leyze                            | Lot-et-Garonne          | Nouvelle-Aquitaine         | inscrit    | « PA00084251 », notice no PA00084251 | 44° 28′ 51″ nord, 0° 47′ 30″ est    |                                                                                                |
| Hôtel de Rouvière                                                                            | Marvejols                                     | Lozère                  | Occitanie                  | classé     | « PA48000011 », notice no PA48000011 | 44° 33′ 11″ nord, 3° 17′ 28″ est    |                                                                                                |
| Hôtel de Thévalle puis hôtel Richard de Boistravers                                          | Angers                                        | Maine-et-Loire          | Pays de la Loire           | inscrit    | « PA00108894 », notice no PA00108894 | 47° 28′ 11″ nord, 0° 33′ 16″ ouest  |                                                                                                |
| Église Notre-Dame des Victoires                                                              | Angers                                        | Maine-et-Loire          | Pays de la Loire           | inscrit    | « PA49000059 », notice no PA49000059 | 47° 28′ 22″ nord, 0° 32′ 54″ ouest  |                                                                                                |
| Église Sainte-Thérèse                                                                        | Angers                                        | Maine-et-Loire          | Pays de la Loire           | inscrit    | « PA49000064 », notice no PA49000064 | 47° 28′ 49″ nord, 0° 33′ 51″ ouest  |                                                                                                |
| Usine à chaux de Saint-Pierre                                                                | Angrie                                        | Maine-et-Loire          | Pays de la Loire           | inscrit    | « PA49000060 », notice no PA49000060 | 47° 35′ 09″ nord, 0° 55′ 07″ ouest  |                                                                                                |
| Église Notre-Dame de Beaupréau                                                               | Beaupréau-en-Mauges                           | Maine-et-Loire          | Pays de la Loire           | inscrit    | « PA49000055 », notice no PA49000055 | 47° 12′ 08″ nord, 0° 59′ 27″ ouest  |                                                                                                |
| Château du Bois-Guignot                                                                      | Bécon-les-Granits                             | Maine-et-Loire          | Pays de la Loire           | inscrit    | « PA49000052 », notice no PA49000052 | 47° 29′ 41″ nord, 0° 47′ 34″ ouest  |                                                                                                |
| Manoir de la Maldemeure                                                                      | Les Hauts-d'Anjou                             | Maine-et-Loire          | Pays de la Loire           | inscrit    | « PA49000061 », notice no PA49000061 | 47° 38′ 57″ nord, 0° 35′ 34″ ouest  |                                                                                                |
| Logis de la Bluttière                                                                        | Brissac Loire Aubance                         | Maine-et-Loire          | Pays de la Loire           | inscrit    | « PA49000062 », notice no PA49000062 | 47° 21′ 34″ nord, 0° 23′ 59″ ouest  |                                                                                                |
| Église Saint-Germain de Chavagnes                                                            | Terranjou                                     | Maine-et-Loire          | Pays de la Loire           | inscrit    | « PA49000058 », notice no PA49000058 | 47° 16′ 12″ nord, 0° 27′ 15″ ouest  |                                                                                                |
| Église Notre-Dame la Neuve                                                                   | Chemillé-en-Anjou                             | Maine-et-Loire          | Pays de la Loire           | inscrit    | « PA49000057 », notice no PA49000057 | 47° 12′ 37″ nord, 0° 43′ 38″ ouest  |                                                                                                |
| Église Saint-Aubin                                                                           | La Pellerine                                  | Maine-et-Loire          | Pays de la Loire           | inscrit    | « PA49000063 », notice no PA49000063 | 47° 27′ 44″ nord, 0° 07′ 21″ est    |                                                                                                |
| Château de Soucelles                                                                         | Rives-du-Loir-en-Anjou                        | Maine-et-Loire          | Pays de la Loire           | inscrit    | « PA49000053 », notice no PA49000053 | 47° 34′ 31″ nord, 0° 25′ 05″ ouest  |                                                                                                |
| Manoir Le Gué du Berge                                                                       | Bellevigne-en-Layon                           | Maine-et-Loire          | Pays de la Loire           | inscrit    | « PA49000054 », notice no PA49000054 | 47° 15′ 55″ nord, 0° 30′ 00″ ouest  |                                                                                                |
| Église Notre-Dame-des-Champs                                                                 | Avranches                                     | Manche                  | Normandie                  | inscrit    | « PA50000040 », notice no PA50000040 | 48° 41′ 04″ nord, 1° 21′ 47″ ouest  |                                                                                                |
| Statue de Valhubert                                                                          | Avranches                                     | Manche                  | Normandie                  | inscrit    | « PA50000046 », notice no PA50000046 | 48° 41′ 12″ nord, 1° 21′ 44″ ouest  |                                                                                                |
| Basilique Saint-Gervais-Saint-Protais                                                        | Avranches                                     | Manche                  | Normandie                  | inscrit    | « PA50000039 », notice no PA50000039 | 48° 41′ 11″ nord, 1° 21′ 30″ ouest  |                                                                                                |
| Temples protestants et cimetière                                                             | Le Chefresne                                  | Manche                  | Normandie                  | inscrit    | « PA50000047 », notice no PA50000047 | 48° 54′ 42″ nord, 1° 08′ 35″ ouest  |                                                                                                |
| Statue de Bricqueville                                                                       | Cherbourg-en-Cotentin                         | Manche                  | Normandie                  | inscrit    | « PA50000048 », notice no PA50000048 | 49° 38′ 25″ nord, 1° 37′ 18″ ouest  |                                                                                                |
| Église Notre-Dame du Vœu                                                                     | Cherbourg-en-Cotentin                         | Manche                  | Normandie                  | inscrit    | « PA50000041 », notice no PA50000041 | 49° 38′ 10″ nord, 1° 37′ 42″ ouest  |                                                                                                |
| Statue de Jean-François Millet                                                               | Cherbourg-en-Cotentin                         | Manche                  | Normandie                  | inscrit    | « PA50000050 », notice no PA50000050 | 49° 37′ 56″ nord, 1° 36′ 53″ ouest  |                                                                                                |
| Statue de Charles-François Lebrun                                                            | Coutances                                     | Manche                  | Normandie                  | inscrit    | « PA50000051 », notice no PA50000051 | 49° 02′ 59″ nord, 1° 26′ 32″ ouest  |                                                                                                |
| Stèle à Marie Ravenel                                                                        | Fermanville                                   | Manche                  | Normandie                  | inscrit    | « PA50000052 », notice no PA50000052 | 49° 41′ 18″ nord, 1° 26′ 53″ ouest  |                                                                                                |
| Château de Tourville                                                                         | Lestre                                        | Manche                  | Normandie                  | inscrit    | « PA50000053 », notice no PA50000053 | 49° 31′ 07″ nord, 1° 19′ 45″ ouest  |                                                                                                |
| Statue de Jeanne d'Arc                                                                       | Montebourg                                    | Manche                  | Normandie                  | inscrit    | « PA50000054 », notice no PA50000054 | 49° 29′ 20″ nord, 1° 23′ 07″ ouest  |                                                                                                |
| Chapelle du Bon Sauveur                                                                      | Picauville                                    | Manche                  | Normandie                  | inscrit    | « PA50000043 », notice no PA50000043 | 49° 22′ 39″ nord, 1° 25′ 42″ ouest  |                                                                                                |
| Église Saint-Patrice                                                                         | Le Teilleul                                   | Manche                  | Normandie                  | inscrit    | « PA50000044 », notice no PA50000044 | 48° 32′ 20″ nord, 0° 52′ 29″ ouest  |                                                                                                |
| Statue du maréchal de Tourville                                                              | Tourville-sur-Sienne                          | Manche                  | Normandie                  | inscrit    | « PA50000055 », notice no PA50000055 | 49° 02′ 44″ nord, 1° 32′ 42″ ouest  |                                                                                                |
| Faïencerie des Islettes                                                                      | Sainte-Menehould                              | Marne                   | Grand Est                  | inscrit    | « PA51000013 », notice no PA51000013 | 49° 06′ 40″ nord, 4° 59′ 32″ est    |                                                                                                |
| Ancien palais de justice (château Neuf)                                                      | Laval                                         | Mayenne                 | Pays de la Loire           | inscrit    | « PA00109526 », notice no PA00109526 | 48° 04′ 08″ nord, 0° 46′ 17″ ouest  |                                                                                                |
| Château de Levaré                                                                            | Levaré                                        | Mayenne                 | Pays de la Loire           | inscrit    | « PA53000024 », notice no PA53000024 | 48° 24′ 54″ nord, 0° 54′ 33″ ouest  |                                                                                                |
| Château des Arcis                                                                            | Meslay-du-Maine                               | Mayenne                 | Pays de la Loire           | inscrit    | « PA00109563 », notice no PA00109563 | 47° 56′ 03″ nord, 0° 31′ 06″ ouest  |                                                                                                |
| Tour Mahuet de Labry                                                                         | Labry                                         | Meurthe-et-Moselle      | Grand Est                  | inscrit    | « PA54000069 », notice no PA54000069 | 49° 10′ 26″ nord, 5° 52′ 51″ est    |                                                                                                |
| Hôtel abbatial Saint-Rémy de Lunéville                                                       | Lunéville                                     | Meurthe-et-Moselle      | Grand Est                  | inscrit    | « PA54000071 », notice no PA54000071 | 48° 35′ 31″ nord, 6° 29′ 29″ est    |                                                                                                |
| Manège des Gendarmes rouges                                                                  | Lunéville                                     | Meurthe-et-Moselle      | Grand Est                  | inscrit    | « PA54000070 », notice no PA54000070 | 48° 35′ 56″ nord, 6° 29′ 11″ est    |                                                                                                |
| Maison du Prieur de Saint-Hilaire-Saint-Nicolas                                              | Marville                                      | Meuse                   | Grand Est                  | classé     | « PA00106576 », notice no PA00106576 | 49° 27′ 11″ nord, 5° 27′ 32″ est    |                                                                                                |
| Manoir du Plessis-Rebours                                                                    | Ménéac                                        | Morbihan                | Bretagne                   | inscrit    | « PA56000058 », notice no PA56000058 | 48° 09′ 03″ nord, 2° 29′ 52″ ouest  |                                                                                                |
| Villa Coëtihuel                                                                              | Sarzeau                                       | Morbihan                | Bretagne                   | inscrit    | « PA56000059 », notice no PA56000059 | 47° 31′ 40″ nord, 2° 48′ 03″ ouest  |                                                                                                |
| Église de la Nativité-de-la-Vierge de Fleury                                                 | Fleury                                        | Moselle                 | Grand Est                  | inscrit    | « PA57000029 », notice no PA57000029 | 49° 02′ 28″ nord, 6° 11′ 48″ est    |                                                                                                |
| Palais abbatial de Gorze                                                                     | Gorze                                         | Moselle                 | Grand Est                  | classé     | « PA00106773 », notice no PA00106773 | 49° 03′ 14″ nord, 5° 59′ 49″ est    |                                                                                                |
| Hôtel de Burtaigne                                                                           | Metz                                          | Moselle                 | Grand Est                  | classé     | « PA00106848 », notice no PA00106848 | 49° 06′ 57″ nord, 6° 10′ 54″ est    |                                                                                                |
| Château de Prye                                                                              | La Fermeté                                    | Nièvre                  | Bourgogne-Franche-Comté    | classé     | « PA00132836 », notice no PA00132836 | 46° 57′ 00″ nord, 3° 18′ 50″ est    |                                                                                                |
| Château de Mouron                                                                            | Mesves-sur-Loire                              | Nièvre                  | Bourgogne-Franche-Comté    | inscrit    | « PA58000028 », notice no PA58000028 | 47° 13′ 06″ nord, 2° 59′ 24″ est    |                                                                                                |
| Château de Marry                                                                             | Moulins-Engilbert                             | Nièvre                  | Bourgogne-Franche-Comté    | inscrit    | « PA58000030 », notice no PA58000030 | 46° 56′ 41″ nord, 3° 49′ 08″ est    |                                                                                                |
| Chapelle Notre-Dame-de-Pitié                                                                 | Nevers                                        | Nièvre                  | Bourgogne-Franche-Comté    | inscrit    | « PA58000029 », notice no PA58000029 | 46° 59′ 38″ nord, 3° 09′ 36″ est    |                                                                                                |
| Église Saint-Martin                                                                          | Arnèke                                        | Nord                    | Hauts-de-France            | inscrit    | « PA59000116 », notice no PA59000116 | 50° 49′ 54″ nord, 2° 24′ 43″ est    |                                                                                                |
| Église Saint-Omer                                                                            | Bambecque                                     | Nord                    | Hauts-de-France            | inscrit    | « PA59000124 », notice no PA59000124 | 50° 54′ 08″ nord, 2° 32′ 50″ est    |                                                                                                |
| Ancien Château des comtes de Hainaut, dit "Ancien arsenal"                                   | Condé-sur-l'Escaut                            | Nord                    | Hauts-de-France            | classé     | « PA00107435 », notice no PA00107435 | 50° 26′ 50″ nord, 3° 35′ 26″ est    |                                                                                                |
| Temple protestant                                                                            | Inchy                                         | Nord                    | Hauts-de-France            | inscrit    | « PA59000117 », notice no PA59000117 | 50° 07′ 18″ nord, 3° 27′ 43″ est    |                                                                                                |
| Bourloire du cercle Saint-Louis                                                              | Leers                                         | Nord                    | Hauts-de-France            | inscrit    | « PA59000118 », notice no PA59000118 | 50° 40′ 51″ nord, 3° 14′ 55″ est    |                                                                                                |
| Hôtel Scrive                                                                                 | Lille                                         | Nord                    | Hauts-de-France            | inscrit    | « PA00107593 », notice no PA00107593 | 50° 38′ 18″ nord, 3° 04′ 09″ est    |                                                                                                |
| Chapelle de la famille Gonnet, située au cimetière de l'Est                                  | Lille                                         | Nord                    | Hauts-de-France            | inscrit    | « PA59000126 », notice no PA59000126 | 50° 38′ 36″ nord, 3° 04′ 52″ est    |                                                                                                |
| Bourloire du Cercle Saint-Joseph                                                             | Neuville-en-Ferrain                           | Nord                    | Hauts-de-France            | inscrit    | « PA59000119 », notice no PA59000119 | 50° 45′ 02″ nord, 3° 09′ 06″ est    |                                                                                                |
| Hôtel Warocquier                                                                             | Orchies                                       | Nord                    | Hauts-de-France            | inscrit    | « PA59000127 », notice no PA59000127 | 50° 28′ 27″ nord, 3° 14′ 40″ est    |                                                                                                |
| Église Saint-Folquin                                                                         | Pitgam                                        | Nord                    | Hauts-de-France            | inscrit    | « PA59000128 », notice no PA59000128 | 50° 55′ 45″ nord, 2° 19′ 47″ est    |                                                                                                |
| Hôtel de Ville                                                                               | Le Quesnoy                                    | Nord                    | Hauts-de-France            | inscrit    | « PA00107778 », notice no PA00107778 | 50° 14′ 51″ nord, 3° 38′ 19″ est    |                                                                                                |
| Château de Socx                                                                              | Socx                                          | Nord                    | Hauts-de-France            | inscrit    | « PA00107817 », notice no PA00107817 | 50° 56′ 22″ nord, 2° 25′ 54″ est    |                                                                                                |
| Bourloire du Cercle Saint-Paul                                                               | Toufflers                                     | Nord                    | Hauts-de-France            | inscrit    | « PA59000120 », notice no PA59000120 | 50° 39′ 35″ nord, 3° 14′ 00″ est    |                                                                                                |
| Hôtel particulier ou maison d'Haussy                                                         | Villeneuve-d'Ascq                             | Nord                    | Hauts-de-France            | inscrit    | « PA59000121 », notice no PA59000121 | 50° 39′ 47″ nord, 3° 08′ 24″ est    |                                                                                                |
| Église Saint-Folquin                                                                         | Volckerinckhove                               | Nord                    | Hauts-de-France            | inscrit    | « PA59000129 », notice no PA59000129 | 50° 50′ 20″ nord, 2° 18′ 22″ est    |                                                                                                |
| Église Notre-Dame-de-l'Assomption de Warhem                                                  | Warhem                                        | Nord                    | Hauts-de-France            | inscrit    | « PA59000130 », notice no PA59000130 | 50° 58′ 35″ nord, 2° 29′ 31″ est    |                                                                                                |
| Café-bourloire du Cercle Saint-Paul                                                          | Wattrelos                                     | Nord                    | Hauts-de-France            | inscrit    | « PA59000122 », notice no PA59000122 | 50° 42′ 07″ nord, 3° 13′ 01″ est    |                                                                                                |
| Café-bourloire Le Carin                                                                      | Wattrelos                                     | Nord                    | Hauts-de-France            | inscrit    | « PA59000123 », notice no PA59000123 | 50° 41′ 59″ nord, 3° 13′ 10″ est    |                                                                                                |
| Église Saint-Omer                                                                            | Zegerscappel                                  | Nord                    | Hauts-de-France            | inscrit    | « PA59000131 », notice no PA59000131 | 50° 53′ 15″ nord, 2° 23′ 10″ est    |                                                                                                |
| Église Notre-Dame de l'Annonciation d'Allonne                                                | Allonne                                       | Oise                    | Hauts-de-France            | classé     | « PA00114476 », notice no PA00114476 | 49° 24′ 16″ nord, 2° 06′ 45″ est    |                                                                                                |
| Prieuré de Wariville                                                                         | Litz                                          | Oise                    | Hauts-de-France            | inscrit    | « PA60000065 », notice no PA60000065 | 49° 26′ 14″ nord, 2° 19′ 59″ est    |                                                                                                |
| Manoir de Morvillers                                                                         | Morvillers                                    | Oise                    | Hauts-de-France            | inscrit    | « PA60000064 », notice no PA60000064 | 49° 35′ 03″ nord, 1° 52′ 21″ est    |                                                                                                |
| Maison des 110-112 avenue du Général-Leclerc à Alençon                                       | Alençon                                       | Orne                    | Normandie                  | inscrit    | « PA61000044 », notice no PA61000044 | 48° 25′ 09″ nord, 0° 05′ 21″ est    |                                                                                                |
| Église Saint-Pierre                                                                          | Alençon                                       | Orne                    | Normandie                  | inscrit    | « PA61000043 », notice no PA61000043 | 48° 25′ 31″ nord, 0° 05′ 24″ est    |                                                                                                |
| Église Saint-Vigor d'Athis-de-l'Orne                                                         | Athis-de-l'Orne                               | Orne                    | Normandie                  | inscrit    | « PA61000045 », notice no PA61000045 | 48° 48′ 41″ nord, 0° 29′ 55″ ouest  |                                                                                                |
| Église Saint-Gourgon                                                                         | Avernes-Saint-Gourgon                         | Orne                    | Normandie                  | inscrit    | « PA61000046 », notice no PA61000046 | 48° 56′ 22″ nord, 0° 19′ 13″ est    |                                                                                                |
| Église Saint-Pierre                                                                          | Bivilliers                                    | Orne                    | Normandie                  | inscrit    | « PA61000051 », notice no PA61000051 | 48° 34′ 47″ nord, 0° 37′ 06″ est    |                                                                                                |
| Ferme de la Cornillère                                                                       | Crulai                                        | Orne                    | Normandie                  | inscrit    | « PA61000047 », notice no PA61000047 | 48° 43′ 23″ nord, 0° 38′ 15″ est    |                                                                                                |
| Ferme Neuve                                                                                  | Dorceau                                       | Orne                    | Normandie                  | inscrit    | « PA61000048 », notice no PA61000048 | 48° 25′ 31″ nord, 0° 47′ 45″ est    |                                                                                                |
| Église Notre-Dame-de-l'Assomption de La Ferté-Macé                                           | La Ferté-Macé                                 | Orne                    | Normandie                  | inscrit    | « PA00110806 », notice no PA00110806 | 48° 35′ 23″ nord, 0° 21′ 23″ ouest  |                                                                                                |
| Chapelle du Souvenir                                                                         | Flers                                         | Orne                    | Normandie                  | classé     | « PA61000042 », notice no PA61000042 | 48° 44′ 51″ nord, 0° 33′ 38″ ouest  |                                                                                                |
| Statue de Neptune                                                                            | Mortagne-au-Perche                            | Orne                    | Normandie                  | inscrit    | « PA61000052 », notice no PA61000052 | 48° 31′ 11″ nord, 0° 32′ 41″ est    |                                                                                                |
| Église Saint-Pierre                                                                          | Mortrée                                       | Orne                    | Normandie                  | inscrit    | « PA61000049 », notice no PA61000049 | 48° 38′ 25″ nord, 0° 04′ 40″ est    |                                                                                                |
| Château de Sassy                                                                             | Saint-Christophe-le-Jajolet                   | Orne                    | Normandie                  | inscrit    | « PA00110913 », notice no PA00110913 | 48° 39′ 20″ nord, 0° 00′ 03″ est    |                                                                                                |
| Chapelle de l'Immaculée-Conception de Sées                                                   | Sées                                          | Orne                    | Normandie                  | inscrit    | « PA61000050 », notice no PA61000050 | 48° 36′ 26″ nord, 0° 10′ 12″ est    |                                                                                                |
| Immeuble                                                                                     | 14e arrondissement de Paris                   | Paris                   | Île-de-France              | inscrit    | « PA75140010 », notice no PA75140010 | 48° 49′ 44″ nord, 2° 20′ 07″ est    |                                                                                                |
| Hôpital Necker-Enfants malades                                                               | 15e arrondissement de Paris                   | Paris                   | Île-de-France              | inscrit    | « PA75150003 », notice no PA75150003 | 48° 50′ 25″ nord, 2° 18′ 40″ est    |                                                                                                |
| Immeubles Agar                                                                               | 16e arrondissement de Paris                   | Paris                   | Île-de-France              | inscrit    | « PA00086686 », notice no PA00086686 | 48° 51′ 06″ nord, 2° 16′ 26″ est    |                                                                                                |
| Immeubles Walter                                                                             | 16e arrondissement de Paris                   | Paris                   | Île-de-France              | inscrit    | « PA75160004 », notice no PA75160004 | 48° 51′ 43″ nord, 2° 16′ 00″ est    |                                                                                                |
| Eaux de Belleville (regard Saint-Louis)                                                      | Paris 19                                      | Paris                   | Île-de-France              | inscrit    | « PA00086777 », notice no PA00086777 |                                     |                                                                                                |
| Regard du Chaudron                                                                           | 19e arrondissement de Paris                   | Paris                   | Île-de-France              | classé     | « PA00086773 », notice no PA00086773 | 48° 52′ 33″ nord, 2° 23′ 23″ est    |                                                                                                |
| Regard de la Lanterne                                                                        | 19e arrondissement de Paris                   | Paris                   | Île-de-France              | classé     | « PA00086774 », notice no PA00086774 | 48° 52′ 33″ nord, 2° 23′ 41″ est    |                                                                                                |
| Eaux de Belleville                                                                           | 19e arrondissement de Paris                   | Paris                   | Île-de-France              | classé     | « PA00086775 », notice no PA00086775 | 48° 52′ 17″ nord, 2° 23′ 29″ est    |                                                                                                |
| Cour des Comptes                                                                             | 1er arrondissement de Paris                   | Paris                   | Île-de-France              | inscrit    | « PA00085791 », notice no PA00085791 | 48° 52′ 01″ nord, 2° 19′ 32″ est    |                                                                                                |
| Regard des Petites-Rigoles                                                                   | 20e arrondissement de Paris                   | Paris                   | Île-de-France              | classé     | « PA75200001 », notice no PA75200001 | 48° 52′ 16″ nord, 2° 23′ 30″ est    |                                                                                                |
| Eaux de Belleville                                                                           | 20e arrondissement de Paris                   | Paris                   | Île-de-France              | classé     | « PA00086790 », notice no PA00086790 | 48° 52′ 17″ nord, 2° 23′ 29″ est    |                                                                                                |
| Eaux de Belleville                                                                           | 20e arrondissement de Paris                   | Paris                   | Île-de-France              | classé     | « PA00086791 », notice no PA00086791 | 48° 52′ 17″ nord, 2° 23′ 29″ est    |                                                                                                |
| Eaux de Belleville                                                                           | 20e arrondissement de Paris                   | Paris                   | Île-de-France              | classé     | « PA75200003 », notice no PA75200003 | 48° 52′ 17″ nord, 2° 23′ 29″ est    |                                                                                                |
| Eaux de Belleville                                                                           | 20e arrondissement de Paris                   | Paris                   | Île-de-France              | classé     | « PA00086789 », notice no PA00086789 | 48° 52′ 17″ nord, 2° 23′ 29″ est    |                                                                                                |
| Immeuble                                                                                     | 2e arrondissement de Paris                    | Paris                   | Île-de-France              | inscrit    | « PA00125452 », notice no PA00125452 | 48° 52′ 15″ nord, 2° 19′ 57″ est    |                                                                                                |
| Immeuble                                                                                     | 2e arrondissement de Paris                    | Paris                   | Île-de-France              | inscrit    | « PA75020013 », notice no PA75020013 | 48° 52′ 14″ nord, 2° 19′ 59″ est    |                                                                                                |
| Immeuble                                                                                     | 2e arrondissement de Paris                    | Paris                   | Île-de-France              | inscrit    | « PA00086050 », notice no PA00086050 | 48° 52′ 15″ nord, 2° 20′ 00″ est    |                                                                                                |
| Immeuble                                                                                     | 2e arrondissement de Paris                    | Paris                   | Île-de-France              | inscrit    | « PA00086051 », notice no PA00086051 | 48° 52′ 15″ nord, 2° 19′ 59″ est    |                                                                                                |
| Hôtel de Choiseul-Praslin                                                                    | 6e arrondissement de Paris                    | Paris                   | Île-de-France              | inscrit    | « PA00088627 », notice no PA00088627 | 48° 50′ 52″ nord, 2° 19′ 13″ est    |                                                                                                |
| Hôtel de Luynes                                                                              | 6e arrondissement de Paris                    | Paris                   | Île-de-France              | inscrit    | « PA75060006 », notice no PA75060006 | 48° 51′ 15″ nord, 2° 20′ 35″ est    |                                                                                                |
| Immeuble                                                                                     | 6e arrondissement de Paris                    | Paris                   | Île-de-France              | inscrit    | « PA75060005 », notice no PA75060005 | 48° 51′ 13″ nord, 2° 20′ 33″ est    |                                                                                                |
| Hôtel Beauvau                                                                                | 8e arrondissement de Paris                    | Paris                   | Île-de-France              | inscrit    | « PA00088873 », notice no PA00088873 | 48° 52′ 19″ nord, 2° 19′ 01″ est    |                                                                                                |
| Pagode rouge                                                                                 | 8e arrondissement de Paris                    | Paris                   | Île-de-France              | inscrit    | « PA75080006 », notice no PA75080006 | 48° 52′ 36″ nord, 2° 18′ 28″ est    |                                                                                                |
| Hôtel de la chambre des notaires du Pas-de-Calais                                            | Arras                                         | Pas-de-Calais           | Hauts-de-France            | inscrit    | « PA62000069 », notice no PA62000069 | 50° 17′ 22″ nord, 2° 46′ 23″ est    |                                                                                                |
| Église Saint-Pierre d'Audinghen                                                              | Audinghen                                     | Pas-de-Calais           | Hauts-de-France            | inscrit    | « PA62000064 », notice no PA62000064 | 50° 51′ 08″ nord, 1° 36′ 44″ est    |                                                                                                |
| Château de Conteval                                                                          | La Capelle-lès-Boulogne                       | Pas-de-Calais           | Hauts-de-France            | inscrit    | « PA62000065 », notice no PA62000065 | 50° 44′ 05″ nord, 1° 42′ 06″ est    |                                                                                                |
| Château du Pas d'Authie                                                                      | Conchil-le-Temple                             | Pas-de-Calais           | Hauts-de-France            | inscrit    | « PA62000066 », notice no PA62000066 | 50° 21′ 02″ nord, 1° 39′ 00″ est    |                                                                                                |
| Église Saint-Quentin de Wirwignes                                                            | Wirwignes                                     | Pas-de-Calais           | Hauts-de-France            | inscrit    | « PA62000067 », notice no PA62000067 | 50° 41′ 01″ nord, 1° 45′ 38″ est    |                                                                                                |
| Château du Marchidial                                                                        | Champeix                                      | Puy-de-Dôme             | Auvergne-Rhône-Alpes       | inscrit    | « PA00092503 », notice no PA00092503 | 45° 35′ 11″ nord, 3° 07′ 34″ est    |                                                                                                |
| Hôtel Dauphin de Montrodeix                                                                  | Clermont-Ferrand                              | Puy-de-Dôme             | Auvergne-Rhône-Alpes       | inscrit    | « PA00092540 », notice no PA00092540 | 45° 46′ 39″ nord, 3° 05′ 14″ est    |                                                                                                |
| Galeries de Jaude                                                                            | Clermont-Ferrand                              | Puy-de-Dôme             | Auvergne-Rhône-Alpes       | inscrit    | « PA63000084 », notice no PA63000084 | 45° 46′ 36″ nord, 3° 04′ 57″ est    |                                                                                                |
| Synagogue                                                                                    | Clermont-Ferrand                              | Puy-de-Dôme             | Auvergne-Rhône-Alpes       | inscrit    | « PA63000079 », notice no PA63000079 | 45° 46′ 46″ nord, 3° 04′ 43″ est    |                                                                                                |
| Atelier d'Auguste Bernardin                                                                  | Clermont-Ferrand                              | Puy-de-Dôme             | Auvergne-Rhône-Alpes       | inscrit    | « PA63000080 », notice no PA63000080 | 45° 46′ 23″ nord, 3° 04′ 36″ est    |                                                                                                |
| Gare routière                                                                                | Clermont-Ferrand                              | Puy-de-Dôme             | Auvergne-Rhône-Alpes       | inscrit    | « PA63000081 », notice no PA63000081 | 45° 46′ 17″ nord, 3° 04′ 56″ est    |                                                                                                |
| Château de Davayat                                                                           | Davayat                                       | Puy-de-Dôme             | Auvergne-Rhône-Alpes       | inscrit    | « PA00092111 », notice no PA00092111 | 45° 56′ 53″ nord, 3° 06′ 40″ est    |                                                                                                |
| Église Saint-Pierre d'Isserteaux                                                             | Isserteaux                                    | Puy-de-Dôme             | Auvergne-Rhône-Alpes       | inscrit    | « PA63000085 », notice no PA63000085 | 45° 39′ 09″ nord, 3° 23′ 11″ est    |                                                                                                |
| Église Saint-Ferréol de Murol                                                                | Murol                                         | Puy-de-Dôme             | Auvergne-Rhône-Alpes       | inscrit    | « PA63000082 », notice no PA63000082 | 45° 34′ 27″ nord, 2° 56′ 41″ est    |                                                                                                |
| Château de Cheix                                                                             | Neuville                                      | Puy-de-Dôme             | Auvergne-Rhône-Alpes       | inscrit    | « PA63000086 », notice no PA63000086 | 45° 44′ 06″ nord, 3° 26′ 58″ est    |                                                                                                |
| Hôtel Forget                                                                                 | Riom                                          | Puy-de-Dôme             | Auvergne-Rhône-Alpes       | classé     | « PA63000062 », notice no PA63000062 | 45° 53′ 36″ nord, 3° 06′ 45″ est    |                                                                                                |
| Château d'Opme                                                                               | Romagnat                                      | Puy-de-Dôme             | Auvergne-Rhône-Alpes       | inscrit    | « PA00092329 », notice no PA00092329 | 45° 42′ 27″ nord, 3° 05′ 23″ est    |                                                                                                |
| Abbaye du Moutier                                                                            | Thiers                                        | Puy-de-Dôme             | Auvergne-Rhône-Alpes       | inscrit    | « PA00092430 », notice no PA00092430 | 45° 51′ 03″ nord, 3° 32′ 42″ est    |                                                                                                |
| Sainte-Chapelle de Vic-le-Comte                                                              | Vic-le-Comte                                  | Puy-de-Dôme             | Auvergne-Rhône-Alpes       | inscrit    | « PA00092460 », notice no PA00092460 | 45° 38′ 34″ nord, 3° 14′ 47″ est    |                                                                                                |
| Maison Lapeyre                                                                               | Bayonne                                       | Pyrénées-Atlantiques    | Nouvelle-Aquitaine         | inscrit    | « PA64000066 », notice no PA64000066 | 43° 29′ 26″ nord, 1° 28′ 24″ ouest  |                                                                                                |
| Pâtisserie Miremont                                                                          | Biarritz                                      | Pyrénées-Atlantiques    | Nouvelle-Aquitaine         | inscrit    | « PA64000060 », notice no PA64000060 | 43° 28′ 57″ nord, 1° 33′ 42″ ouest  |                                                                                                |
| Château de Lassalle                                                                          | Bidos                                         | Pyrénées-Atlantiques    | Nouvelle-Aquitaine         | inscrit    | « PA64000061 », notice no PA64000061 | 43° 10′ 45″ nord, 0° 36′ 11″ ouest  |                                                                                                |
| Tombe d'Agnès Souret                                                                         | Espelette                                     | Pyrénées-Atlantiques    | Nouvelle-Aquitaine         | inscrit    | « PA64000065 », notice no PA64000065 | 43° 20′ 32″ nord, 1° 26′ 42″ ouest  |                                                                                                |
| Arsenal de Navarrenx                                                                         | Navarrenx                                     | Pyrénées-Atlantiques    | Nouvelle-Aquitaine         | inscrit    | « PA64000062 », notice no PA64000062 | 43° 19′ 22″ nord, 0° 45′ 41″ ouest  |                                                                                                |
| Église Notre-Dame d'Oloron-Sainte-Marie                                                      | Oloron-Sainte-Marie                           | Pyrénées-Atlantiques    | Nouvelle-Aquitaine         | inscrit    | « PA64000063 », notice no PA64000063 | 43° 11′ 35″ nord, 0° 36′ 13″ ouest  |                                                                                                |
| Château de Meyracq                                                                           | Pontacq                                       | Pyrénées-Atlantiques    | Nouvelle-Aquitaine         | inscrit    | « PA64000064 », notice no PA64000064 | 43° 11′ 57″ nord, 0° 06′ 35″ ouest  |                                                                                                |
| Église de l'Assomption-de-la-Bienheureuse-Vierge-Marie de Taron                              | Taron-Sadirac-Viellenave                      | Pyrénées-Atlantiques    | Nouvelle-Aquitaine         | classé     | « PA00084533 », notice no PA00084533 | 43° 30′ 37″ nord, 0° 15′ 00″ ouest  |                                                                                                |
| Château d'Aubiry                                                                             | Céret                                         | Pyrénées-Orientales     | Occitanie                  | inscrit    | « PA00104182 », notice no PA00104182 | 42° 30′ 46″ nord, 2° 45′ 58″ est    |                                                                                                |
| Église Notre-Dame-del-Roure                                                                  | Taillet                                       | Pyrénées-Orientales     | Occitanie                  | inscrit    | « PA66000017 », notice no PA66000017 | 42° 30′ 51″ nord, 2° 41′ 45″ est    |                                                                                                |
| Ancien parc d'artillerie                                                                     | Saint-Denis                                   | La Réunion              | La Réunion                 | inscrit    | « PA97400085 », notice no PA97400085 | 20° 52′ 23″ sud, 55° 26′ 58″ est    |                                                                                                |
| Maison dite Bossu                                                                            | Saint-Denis                                   | La Réunion              | La Réunion                 | inscrit    | « PA97400086 », notice no PA97400086 | 20° 54′ 38″ sud, 55° 26′ 25″ est    |                                                                                                |
| Ancienne caserne d'artillerie                                                                | Saint-Denis                                   | La Réunion              | La Réunion                 | inscrit    | « PA97400084 », notice no PA97400084 | 20° 52′ 23″ sud, 55° 26′ 55″ est    |                                                                                                |
| Maison dite Oudin                                                                            | Saint-Denis                                   | La Réunion              | La Réunion                 | inscrit    | « PA97400087 », notice no PA97400087 | 20° 55′ 11″ sud, 55° 28′ 49″ est    |                                                                                                |
| Hôtel Joinville                                                                              | Saint-Denis                                   | La Réunion              | La Réunion                 | inscrit    | « PA00105837 », notice no PA00105837 | 20° 52′ 33″ sud, 55° 26′ 49″ est    |                                                                                                |
| Ancien tribunal de première instance de Saint-Pierre                                         | Saint-Pierre                                  | La Réunion              | La Réunion                 | inscrit    | « PA97400082 », notice no PA97400082 | 21° 20′ 20″ sud, 55° 28′ 30″ est    |                                                                                                |
| Lavoir de Casabona                                                                           | Saint-Pierre]                                 | La Réunion              | La Réunion                 | inscrit    | « PA97400081 », notice no PA97400081 | 21° 20′ 05″ sud, 55° 28′ 17″ est    |                                                                                                |
| Bassin de radoub de Saint-Pierre                                                             | Saint-Pierre]                                 | La Réunion              | La Réunion                 | inscrit    | « PA97400080 », notice no PA97400080 | 21° 20′ 39″ sud, 55° 28′ 28″ est    |                                                                                                |
| Ancienne gendarmerie de Saint-Pierre                                                         | Saint-Pierre]                                 | La Réunion              | La Réunion                 | inscrit    | « PA97400083 », notice no PA97400083 | 21° 20′ 34″ sud, 55° 28′ 39″ est    |                                                                                                |
| Maison Roussel                                                                               | Le Tampon                                     | La Réunion              | La Réunion                 | inscrit    | « PA97400088 », notice no PA97400088 | 21° 15′ 39″ sud, 55° 30′ 17″ est    |                                                                                                |
| Chapelle Sainte-Catherine de Jarnioux                                                        | Jarnioux                                      | Rhône                   | Auvergne-Rhône-Alpes       | inscrit    | « PA69000027 », notice no PA69000027 | 45° 57′ 53″ nord, 4° 37′ 41″ est    |                                                                                                |
| Immeuble                                                                                     | 2e arrondissement de Lyon                     | Rhône                   | Auvergne-Rhône-Alpes       | inscrit    | « PA69000030 », notice no PA69000030 | 45° 45′ 29″ nord, 4° 49′ 44″ est    |                                                                                                |
| Immeuble                                                                                     | 2e arrondissement de Lyon                     | Rhône                   | Auvergne-Rhône-Alpes       | inscrit    | « PA69000029 », notice no PA69000029 | 45° 45′ 31″ nord, 4° 49′ 46″ est    |                                                                                                |
| Hôpital Édouard-Herriot                                                                      | 3e arrondissement de Lyon                     | Rhône                   | Auvergne-Rhône-Alpes       | inscrit    | « PA00117813 », notice no PA00117813 | 45° 44′ 38″ nord, 4° 52′ 56″ est    |                                                                                                |
| Château du Petit Perron                                                                      | Pierre-Bénite                                 | Rhône                   | Auvergne-Rhône-Alpes       | inscrit    | « PA00118014 », notice no PA00118014 | 45° 42′ 01″ nord, 4° 48′ 40″ est    |                                                                                                |
| Église Sainte-Jeanne-d'Arc de Parilly                                                        | Vénissieux                                    | Rhône                   | Auvergne-Rhône-Alpes       | inscrit    | « PA69000026 », notice no PA69000026 | 45° 43′ 01″ nord, 4° 53′ 09″ est    |                                                                                                |
| Donjon de Montessus                                                                          | Changy                                        | Saône-et-Loire          | Bourgogne-Franche-Comté    | classé     | « PA71000036 », notice no PA71000036 | 46° 25′ 24″ nord, 4° 15′ 13″ est    |                                                                                                |
| Ferme du Champ-Bressan                                                                       | Romenay                                       | Saône-et-Loire          | Bourgogne-Franche-Comté    | classé     | « PA00113399 », notice no PA00113399 | 46° 30′ 05″ nord, 5° 03′ 59″ est    |                                                                                                |
| Prieuré du Bourget                                                                           | Le Bourget-du-Lac                             | Savoie                  | Auvergne-Rhône-Alpes       | inscrit    | « PA00118218 », notice no PA00118218 | 45° 38′ 50″ nord, 5° 51′ 39″ est    |                                                                                                |
| Ferme de Villarivon                                                                          | Les Chapelles                                 | Savoie                  | Auvergne-Rhône-Alpes       | inscrit    | « PA73000013 », notice no PA73000013 | 45° 34′ 50″ nord, 6° 43′ 24″ est    |                                                                                                |
| Grenier La Goupille                                                                          | Courchevel                                    | Savoie                  | Auvergne-Rhône-Alpes       | inscrit    | « PA73000011 », notice no PA73000011 | 45° 24′ 41″ nord, 6° 38′ 19″ est    |                                                                                                |
| Prieuré Saint-Sauveur                                                                        | Melun                                         | Seine-et-Marne          | Île-de-France              | inscrit    | « PA00087102 », notice no PA00087102 | 48° 32′ 10″ nord, 2° 39′ 28″ est    |                                                                                                |
| Église Saint-Ayoul                                                                           | Provins                                       | Seine-et-Marne          | Île-de-France              | classé     | « PA00087196 », notice no PA00087196 | 48° 33′ 38″ nord, 3° 18′ 12″ est    |                                                                                                |
| Usine Leroy                                                                                  | Saint-Fargeau-Ponthierry                      | Seine-et-Marne          | Île-de-France              | inscrit    | « PA00087269 », notice no PA00087269 | 48° 32′ 12″ nord, 2° 32′ 46″ est    |                                                                                                |
| Château de Graville                                                                          | Vernou-la-Celle-sur-Seine                     | Seine-et-Marne          | Île-de-France              | inscrit    | « PA00086845 », notice no PA00086845 | 48° 24′ 14″ nord, 2° 49′ 43″ est    |                                                                                                |
| Croix de cimetière d'Imbleville                                                              | Imbleville                                    | Seine-Maritime          | Normandie                  | inscrit    | « PA76000076 », notice no PA76000076 | 49° 42′ 54″ nord, 0° 57′ 07″ est    |                                                                                                |
| Château d'Herbouville                                                                        | Saint-Pierre-le-Vieux                         | Seine-Maritime          | Normandie                  | inscrit    | « PA00101045 », notice no PA00101045 | 49° 50′ 55″ nord, 0° 52′ 10″ est    |                                                                                                |
| Croix de chemin de Notre-Dame du Val                                                         | Sotteville-sur-Mer                            | Seine-Maritime          | Normandie                  | inscrit    | « PA76000078 », notice no PA76000078 | 49° 52′ 00″ nord, 0° 48′ 41″ est    |                                                                                                |
| Chapelle Notre-Dame-du-Val de Sotteville-sur-Mer                                             | Sotteville-sur-Mer                            | Seine-Maritime          | Normandie                  | inscrit    | « PA76000077 », notice no PA76000077 | 49° 52′ 00″ nord, 0° 48′ 39″ est    |                                                                                                |
| Cimetière musulman                                                                           | Bobigny                                       | Seine-Saint-Denis       | Île-de-France              | inscrit    | « PA93000020 », notice no PA93000020 | 48° 54′ 02″ nord, 2° 25′ 43″ est    |                                                                                                |
| Hôpital Avicenne                                                                             | Bobigny                                       | Seine-Saint-Denis       | Île-de-France              | inscrit    | « PA93000021 », notice no PA93000021 | 48° 54′ 53″ nord, 2° 25′ 27″ est    |                                                                                                |
| Maison des Masques                                                                           | Saint-Denis                                   | Seine-Saint-Denis       | Île-de-France              | inscrit    | « PA93000022 », notice no PA93000022 | 48° 56′ 03″ nord, 2° 21′ 22″ est    |                                                                                                |
| Église Sainte-Anne                                                                           | Amiens                                        | Somme                   | Hauts-de-France            | inscrit    | « PA80000053 », notice no PA80000053 | 49° 53′ 15″ nord, 2° 18′ 27″ est    |                                                                                                |
| Château de Bertangles                                                                        | Bertangles                                    | Somme                   | Hauts-de-France            | classé     | « PA00116097 », notice no PA00116097 | 49° 58′ 21″ nord, 2° 18′ 06″ est    |                                                                                                |
| Abri du Benoît-Champy                                                                        | Cayeux-sur-Mer                                | Somme                   | Hauts-de-France            | inscrit    | « PA80000051 », notice no PA80000051 | 50° 11′ 05″ nord, 1° 29′ 42″ est    |                                                                                                |
| Usine du Parquet Loutré                                                                      | Daours                                        | Somme                   | Hauts-de-France            | inscrit    | « PA80000052 », notice no PA80000052 | 49° 54′ 25″ nord, 2° 27′ 29″ est    |                                                                                                |
| Église Saint-Jean-Baptiste de Long                                                           | Long                                          | Somme                   | Hauts-de-France            | classé     | « PA00116189 », notice no PA00116189 | 50° 02′ 24″ nord, 1° 58′ 54″ est    |                                                                                                |
| Château de Regnière-Écluse                                                                   | Regnière-Écluse                               | Somme                   | Hauts-de-France            | classé     | « PA00116226 », notice no PA00116226 | 50° 16′ 55″ nord, 1° 46′ 25″ est    |                                                                                                |
| Maison forte des Farguettes                                                                  | Crespinet                                     | Tarn                    | Occitanie                  | inscrit    | « PA81000027 », notice no PA81000027 | 43° 56′ 50″ nord, 2° 18′ 26″ est    |                                                                                                |
| Pont des Ânes                                                                                | Vindrac-Alayrac                               | Tarn                    | Occitanie                  | inscrit    | « PA81000028 », notice no PA81000028 | 44° 04′ 19″ nord, 1° 55′ 24″ est    |                                                                                                |
| Hôtel                                                                                        | Beaumont-de-Lomagne                           | Tarn-et-Garonne         | Occitanie                  | inscrit    | « PA82000017 », notice no PA82000017 | 43° 52′ 56″ nord, 0° 59′ 22″ est    |                                                                                                |
| Château de Cambayrac                                                                         | Castanet                                      | Tarn-et-Garonne         | Occitanie                  | inscrit    | « PA82000014 », notice no PA82000014 | 44° 16′ 16″ nord, 1° 54′ 53″ est    |                                                                                                |
| Hôtel Marceillac                                                                             | Castelsarrasin                                | Tarn-et-Garonne         | Occitanie                  | inscrit    | « PA82000015 », notice no PA82000015 | 44° 02′ 21″ nord, 1° 06′ 30″ est    |                                                                                                |
| Maison de Laparre de Saint-Sernin                                                            | Dieupentale                                   | Tarn-et-Garonne         | Occitanie                  | inscrit    | « PA82000016 », notice no PA82000016 | 43° 51′ 39″ nord, 1° 16′ 03″ est    |                                                                                                |
| Hôtel                                                                                        | Verdun-sur-Garonne                            | Tarn-et-Garonne         | Occitanie                  | inscrit    | « PA82000020 », notice no PA82000020 | 43° 51′ 14″ nord, 1° 14′ 09″ est    |                                                                                                |
| Maison                                                                                       | Villebrumier                                  | Tarn-et-Garonne         | Occitanie                  | inscrit    | « PA82000021 », notice no PA82000021 | 43° 54′ 20″ nord, 1° 27′ 16″ est    |                                                                                                |
| Moulin Marion                                                                                | Courtelevant                                  | Territoire de Belfort   | Bourgogne-Franche-Comté    | inscrit    | « PA00101159 », notice no PA00101159 | 47° 30′ 58″ nord, 7° 04′ 57″ est    |                                                                                                |
| Puits à balancier                                                                            | Croix                                         | Territoire de Belfort   | Bourgogne-Franche-Comté    | inscrit    | « PA90000008 », notice no PA90000008 | 47° 26′ 40″ nord, 6° 57′ 19″ est    |                                                                                                |
| Fontaine lavoir et abreuvoir                                                                 | Saint-Dizier-l'Évêque                         | Territoire de Belfort   | Bourgogne-Franche-Comté    | inscrit    | « PA90000009 », notice no PA90000009 | 47° 28′ 02″ nord, 6° 58′ 06″ est    |                                                                                                |
| Château d'Ambleville                                                                         | Ambleville                                    | Val-d'Oise              | Île-de-France              | inscrit    | « PA00079974 », notice no PA00079974 | 49° 09′ 02″ nord, 1° 41′ 47″ est    |                                                                                                |
| Castel Val                                                                                   | Auvers-sur-Oise                               | Val-d'Oise              | Île-de-France              | inscrit    | « PA95000015 », notice no PA95000015 | 49° 04′ 18″ nord, 2° 08′ 52″ est    |                                                                                                |
| Moulin à huile communal du Barroux                                                           | Le Barroux                                    | Vaucluse                | Provence-Alpes-Côte d'Azur | inscrit    | « PA84000046 », notice no PA84000046 | 44° 08′ 14″ nord, 5° 06′ 01″ est    |                                                                                                |
| Hippodrome Roberty                                                                           | Le Pontet                                     | Vaucluse                | Provence-Alpes-Côte d'Azur | classé     | « PA00125731 », notice no PA00125731 | 43° 58′ 13″ nord, 4° 52′ 12″ est    |                                                                                                |
| Couvent des Cordeliers de Valréas                                                            | Valréas                                       | Vaucluse                | Provence-Alpes-Côte d'Azur | classé     | « PA00082193 », notice no PA00082193 | 44° 23′ 09″ nord, 4° 59′ 26″ est    |                                                                                                |
| Croix hosannière de La Chapelle-Thémer                                                       | La Chapelle-Thémer                            | Vendée                  | Pays de la Loire           | inscrit    | « PA85000024 », notice no PA85000024 | 46° 33′ 30″ nord, 0° 57′ 30″ ouest  |                                                                                                |
| Château du Lac                                                                               | Réaumur                                       | Vendée                  | Pays de la Loire           | inscrit    | « PA85000025 », notice no PA85000025 | 46° 42′ 57″ nord, 0° 47′ 58″ ouest  |                                                                                                |
| Château de la Baugisière                                                                     | Saint-Michel-le-Cloucq                        | Vendée                  | Pays de la Loire           | inscrit    | « PA00110315 », notice no PA00110315 | 46° 29′ 01″ nord, 0° 44′ 00″ ouest  |                                                                                                |
| Manoir de Vayolles                                                                           | Berthegon                                     | Vienne                  | Nouvelle-Aquitaine         | inscrit    | « PA86000031 », notice no PA86000031 | 46° 54′ 32″ nord, 0° 14′ 44″ est    |                                                                                                |
| Château de Labarom                                                                           | Cheneché                                      | Vienne                  | Nouvelle-Aquitaine         | inscrit    | « PA00105791 », notice no PA00105791 | 46° 45′ 06″ nord, 0° 16′ 28″ est    |                                                                                                |
| Maison romane                                                                                | Poitiers                                      | Vienne                  | Nouvelle-Aquitaine         | inscrit    | « PA86000032 », notice no PA86000032 | 46° 35′ 16″ nord, 0° 20′ 34″ est    |                                                                                                |
| Basilique du Bois-Chenu                                                                      | Domrémy-la-Pucelle                            | Vosges                  | Grand Est                  | inscrit    | « PA88000042 », notice no PA88000042 | 48° 25′ 41″ nord, 5° 40′ 10″ est    |                                                                                                |
| Maison seigneuriale du Houx                                                                  | Parey-sous-Montfort                           | Vosges                  | Grand Est                  | inscrit    | « PA88000037 », notice no PA88000037 | 48° 15′ 05″ nord, 5° 56′ 40″ est    |                                                                                                |
| Église Saint-Étienne de Crain                                                                | Crain                                         | Yonne                   | Bourgogne-Franche-Comté    | inscrit    | « PA89000035 », notice no PA89000035 | 47° 31′ 44″ nord, 3° 33′ 17″ est    |                                                                                                |
| Église Saint-Jacques-et-Saint-Marcel de Lalande                                              | Lalande                                       | Yonne                   | Bourgogne-Franche-Comté    | inscrit    | « PA89000039 », notice no PA89000039 | 47° 40′ 55″ nord, 3° 19′ 13″ est    |                                                                                                |
| Maison                                                                                       | Tanlay                                        | Yonne                   | Bourgogne-Franche-Comté    | inscrit    | « PA89000038 », notice no PA89000038 | 47° 49′ 33″ nord, 4° 04′ 55″ est    |                                                                                                |
| Église Saint-Pierre-et-Saint-Paul de Thorigny-sur-Oreuse                                     | Thorigny-sur-Oreuse                           | Yonne                   | Bourgogne-Franche-Comté    | inscrit    | « PA89000040 », notice no PA89000040 | 48° 17′ 41″ nord, 3° 23′ 55″ est    |                                                                                                |
| Demeure Rêve Cottage                                                                         | Andrésy                                       | Yvelines                | Île-de-France              | inscrit    | « PA78000022 », notice no PA78000022 | 48° 59′ 11″ nord, 2° 04′ 08″ est    |                                                                                                |